# عبد الله التعايشي

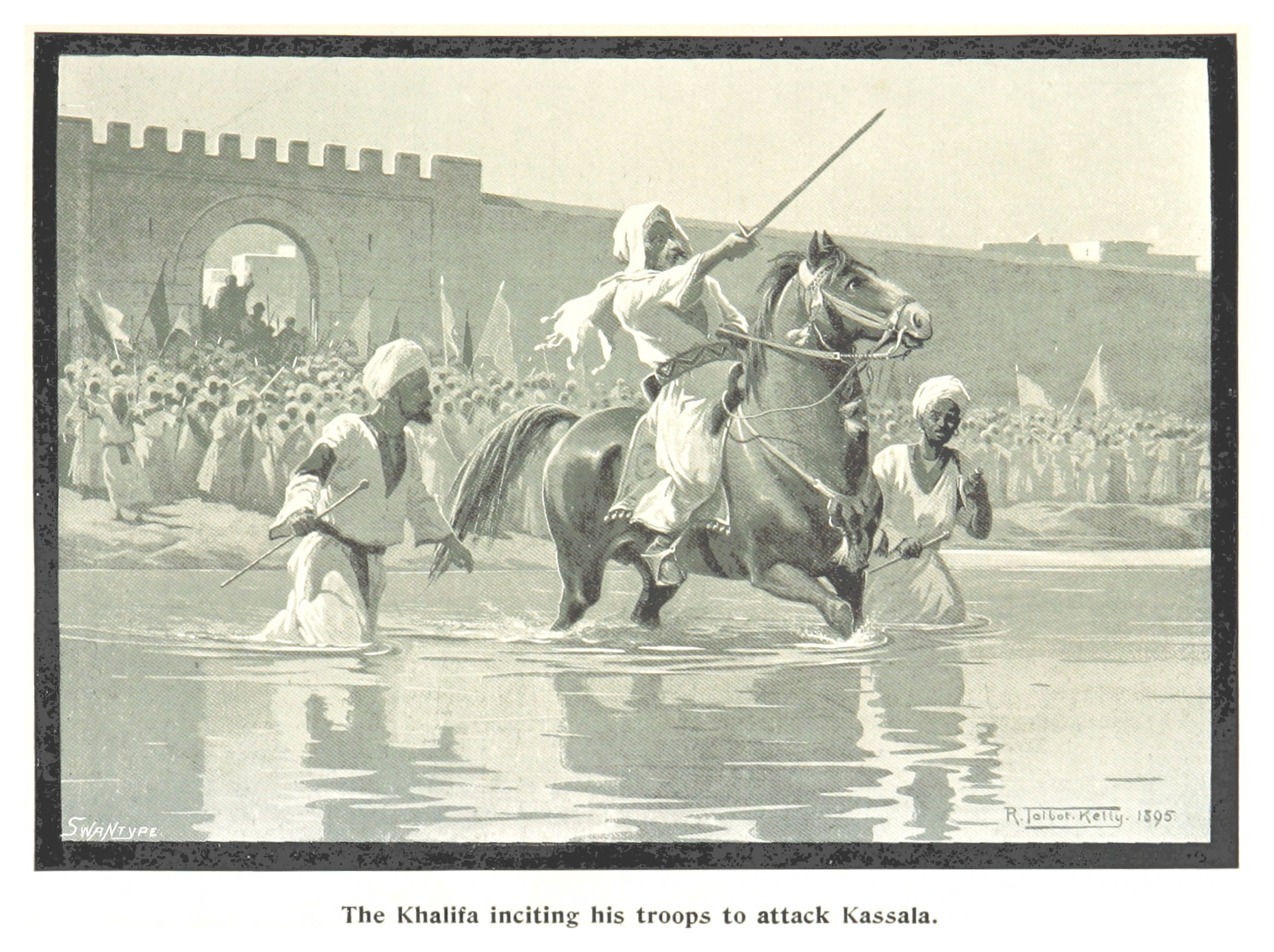
الخليفة عبدالله التعايشي

عبد الله التعايشي بن محمد التقي الجهني الشهير بعبد الله تورشين، هو خليفة محمد أحمد المهدي زعيم الثورة المهدية في السودان وقد أعقب المهدي في حكم السودان بعد وفاته في 22 يونيو / حزيران 1885 وحتى تاريخ مقتله في معركة أم دبيكرات يوم الجمعة 24 نوفمبر / تشرين الثاني 1899. ساند المهدي وشجعه للخروج وإعلان ثورته.

## مولد عبد الله التعايشي ونشأته
ولد بدار التعايشة في قرية أم دافوق على ضفة رهيد البردي بجنوب دارفور حوالي العام 1846 م. نشأ في طفولته بمسجد أجداده وقد كانوا حفظة قرآن. وفد جدهم الأكبر محمد القطب الواوي من تونس ذات المركز العالي في الصوفية آنذاك إلى دار التعايشة بدارفور، ثم رجع إلى تونس حيث توفي، ودفن بمدينة القيروان هناك ولا يزال ضريحه مزاراً لمريديه.
حفظ عبد الله القرآن على طريقة الخلاوي، ودرس العلوم الدينية والفقه واللغة العربية مع إخوانه على يد والده، وأمضى حياته الأولى كبقية الأطفال في ذاك المسجد الذي كان قبلة لطلاب القرآن والعلوم الدينية في دارفور.

## أسرة التعايشي ونسبه

### النسب
عبد الله بن محمد التقي بن عائش المعروف بالتعايشي بن حازم بن حماد بن راشد بن الشيخ جنيد بن أحمد بن بكر بن العباس الرفاعي المالكي الجهني.[بحاجة لمصدر]
وذكرت الباحثة الفرنسية الدكتورة فيفيان في كتابها «الخليفة عبد الله وحياته وسياسته» إن الخليفة ينتمي من جهة أمه لمجموعة قبائل البقارة بدارفور وينحدر من عشيرة أولاد أم صرة من بطن الجبارات من التعايشة البقارية وهي قبيلة بدوية كانت تعتمد على رعي الماشية وصيد النعام والأفيال، قدم أسلافه من جهة أبيه من تونس وهم ينتمون لآل البيت وتضيف الكاتبة أنها أدرجت شجرة نسب عائلة الخليفة حسبما جاءتها من عائلته. وأمه هي أم نعيم بنت الحسن. وكان لعشيرة أولاد أم الصرة التي ينتمي إليها عبد الله من جهتي أبيه وأمه مكانة خاصة في قبيلة التعايشة.
لكن الزبير باشا ذكر فيما رواه لنعوم شقير إن جد خليفة عبد الله أصلاً من بلاد الفتري الواقعة بين منطقتي وادي (في تشاد الحالية) وبرنو (ولاية من ولايات نيجيريا حالياً)، وأنه سار من بلاده طالباً الحج وهو لا يملك شيئاً كجميع الحجاج التكارنة. فلما وصل إلى دار التعايشة بالسودان تزوج منهم وسكن بينهم فأنتسب إليهم. وفي رواية أخرى أن هذا الجد قدم من إقليم النيجر دون تحديد مكان معين. وحسب رواية ثالثة إن أسرة التعايشي هاجرت من تونس وما نحوها وحلت بمنطقة وادي، ثم هاجر جدّ عبد الله تاركاً والده ووالدته وإخوته واتصل بالتعايشة وصار عندهم فقيهاً للرعاة الرحل. فلما طاب له الحال عاد إلى منطقة وادي ليجمع أسرته فوجد أن أباه قد فارق الحياة، ومن ثم أتى ببقية الأسرة إلى غربي بلاد السودان. وحسب هذه الرواية فإن أصل الأسرة عربي والرجل الذي أتى إلى دار التعايشة وتزوج منهم هو علي الكرار والذي يسمى في مصدر آخر آدم.
ووفقاً للمؤرخ والباحث محمد إبراهيم أبو سليم إن هذه الروايات غير صحيحة وأن أسرة الخليفة لا يمكن نسبها إلى قبائل وسط غرب أفريقيا. والأرجح هو انتمائها إلى أصول عربية قبل قدومها إلى بلاد السودان ومن ثمّ انصهارها في قبيلة التعايشة بالمصاهرة. ويستدل أبو سليم على ذلك بأن الخليفة وطوال حياته لم يبدر منه ما يشير بميوله أو احساسه بالإنتماء إلى أية جهة أخرى بخلاف قبيلة التعايشة وقبائل البقارة الأخرى وكان هذا ديدنه في اختيار أعوانه لاحقاً من هذه العصبية. أما بطانته الخاصة في المناصب الكبرى فكانت من أقربائه وتلاميذ أبيه. ولم يبد الخليفة أي ميل انتماء إلى الفلاتة ولم يعتبر نفسه منهم ولا خَصَّاهم بإمارة كبيرة أو عمالة. فالأمير حمدان أبو عنجة وأخوه فضل المولى صابون من تلاميذ والد الخليفة وينتميان إلى التعايشة. وحسب أبو سليم تظهر في محررات الخليفة إلى حمدان عاطفة قربى ومحبة جياشة. وكان الأمير مساعد قيدوم أمير دنقلا من قبيلة الهبانية، وكذلك كان إدريس الساير أمير السجن هبانياً. ولما توفي حمدان أبو عنجة عين الخليفة مكانه الأمير الزاكي طمل وهو أيضاً من البقارة وعين أخوه حامد طمل والياً على كسلا. كما كان عامل الخليفة في دارفور، عثمان آدم جانو، من نفس أسرة الخليفة من جهة الأم. ويونس الدكيم وأخوه عثمان الدكيم إبنا عم الخليفة، تولى الأول الإمارة في القضارف ثم في دنقلا والثاني تولّى إمارة بربر وهو ما ينطبق أيضاً على صالح حماد أمير الجزيرة من التعايشة. ولا يوجد ضمن القادة والأمراء والولاة من هو من قبيلة من التكارنة أو الفولاني أو من قبائل غرب أفريقيا الأخرى. فالخليفة لم يختر منهم أميرا أو عاملاً كبيراً ولم يكن بين مستشاريه أحد منهم وبالتالي يسقط القول - حسب أبو سليم - بوجود أية صلة بين الفلاتة والبقارة فيما يتعلق بالمهدية كما يسقط القول بأن المهدية قامت على الوصية المشتركة بين القبيلتين وأن أهل النيل كانوا بعيدين عنهما.
كذلك ورد ذكر أسرة التعايشي في «كتاب تشحيذ الأذهان في بلاد العرب والسودان»، لكاتبه محمد التونسي بأنهم جماعة من جهينة أتوا من ناحية تونس.

### أسرة التعايشي
والده هو محمد الملقب بـ «تور شين»، وهو اللقب نفسه الذي تلقب به عبد الله، ويعني الثور القوي الصعب أو الجاموس البري المعروف يشدة بأسه، وليس الشائن القبيح دلالة على دمامة وجهه كما زعم المؤرخ نعوم شقير  في كتابه تاريخ وجغرافية السودان ولكن بسبب قوته الجسدية وشجاعته وقد كان شيخاَ معروفاَ من شيوخ الطريقة السمانية، إحدى الطرق الصوفية السائدة في السودان، وعالماً من علماء علوم القرآن واللغة العربية قام بتدريس القرآن والفقه والحديث للعديد من أبناء قبائل دارفور وكردفان وورث عن أبوه زعامة الطريقة السمانية، وأما الطريقة الصوفية التي كانت الأولى في دارفور هي الطريقة التيجانية، وفي كردفان الطريقة الإسماعيلية.
ووفقاً للكاتبة فيفان كان للشيخ موسي الجدّ الأكبر الخليفة ثلاثة أبناء هم عمر وعثمان وعلي الكرار الجدّ المباشر للخليفة، ولهذا الأخير ثلاث أبناء هم محمد -والد الخليفة- وأحمد وحامد وثلاث بنات هن زهراء وحواء وخادم الغني. وقرر الشيخ موسى وكان واحداً من شيوخ الطريقة السمانية، أن يذهب إلى دارفور ويستقر بجانب أتباع عشيرة أولاد أم صرة وأستقر وسطهم في دار التعايشة.

### عائلة عبد الله التعايشي
تزوج عبد الله التعايشي بأربع نساء منهن زهرة التعايشية زوجته الأولى (والدة الأمير عثمان شيخ الدين) وأم كلثوم بنت المهدي وحفصة عبدالسلام حاج بلة. وقد بلغ عدد أولاده منهن 21 ذكرا و11 أنثى. وتقول بعض الروايات كان لديه عدد كبير من الجواري.
ومن أبنائه الأمير عثمان شيخ الدين، قائد قوات الملازمين (والد كل من خالد وعمر وسليمان وعلي وداؤود) وعبد السلام الخليفة، وعبد الرحمن، ويعقوب، وعبد الصمد، ويحيي، وعمر، ومحمد الأمين، ومحمد المهدي، ومحمد الطاهر، وإبراهيم، وحمزة، والطيب، وفضل، وعبد الرحيم، ومحمد السيد، وحسن، وسليمان، وداود، (وهو والد كل من محمد داؤود الخليفة عضو مجلس السيادة السابق والدكتور مأمون داؤود الخليفة) وعبد المجيد، وإسماعيل، وعبد السلام وآدم، ويوسف، وعلي.
أما بناته فهن: الرضية الخليفة، وخديجة (التي تزوجها البشرى ابن الإمام المهدي) وحليمة السعدية (زوجة الأمير إسماعيل أحمد) ومريم (زوجة عبد المجيد ابن الأمير يعقوب)، نور الشام (زوجة أحمد يعقوب محمد)، وحواء (زوجة عمر يعقوب محمد) والطاهرة، (زوجة موسى ابن الخليفة علي ود حلو) وصافية، (زوجة يعقوب الخليفة علي ود الحلو) ونفيسة زوجة (محمد ابن الأمير محمود ود أحمد) ورابعة، وزهرة، وآمنة، وأم نعيم وخادم الله. ويعيش معظمهنَّ في حي الأمراء بأم درمان.

## الهجرة إلىالجزيرة أبا
على إثر الاضطرابات التي حدثت في دارفور حوالي عام 1877 م إبان حرب الزبير باشا فيها، نزح السيد محمد، والد الخليفة عبد الله، وأسرته مهاجرين إلى الأراضي المقدسة حتى وصلوا أبوركبة في دار الجمع فنزلوا عند الشيخ عساكر أبو كلام، زعيم قبيلة الجمع. وهناك تعرفوا على الشيخ محمد ود مضوي، شيخ الطريقة السمانية وكان يتردد عليه محمد أحمد المهدي كثيراً، قبل الإعلان عن مهديته، وذلك ليساعده في خلاويه بالجزيرة أبا وهناك تعرف محمد أحمد المهدي على علي ود حلو وعلم بوصول أسرة التعايشي ومكانة محمد التقي فبعث إليه بخطاب يخبره برغبته في تبادل الزيارات معه لكن محمد التقي توفي قبل وصول الرسالة. وبعد أن تم رفع المأتم كلفت الأسرة إبنها الأكبر عبد الله بالذهاب إلى الشيخ محمد أحمد استجابة لخطابه. غادر عبد الله أسرته التي تركها عند الشيخ عساكر واتجه نحو مناطق النيل الأبيض وسمع وهو في الطريق عن كرامات الشيخ المهدي، أي أفعاله الخارقة للعادة، وكان أهل السودان في ذلك الوقت بما فيهم عبد الله يتوقعون ظهور المهدي المنتظر خاصة وأن والد عبد الله كان قد أوعز إلى ابنه بظهور المهدي في جهة البحر (أي النيل) وأنه سيكون خليفته. فكان عبد الله وغيره من الناس كلما رأوا رجلا ذو دراية كبيرة بعلوم الدين والورع ظنوه أنه هو المهدي المنتظر.
ولما وصل عبد الله إلى الجزيرة أبا لم يجد الشيخ محمد أحمد وعلم إنه ذهب إلى قرية طيبة القريبة من مدينة الحصاحيصا لبناء ضريح للشيخ القرشي ود الزين، أحد مشايخ الطريقة السمانية بالسودان، وواحد من الذين تتلمذ على يدهم محمد أحمد المهدي، فذهب إليه هناك والتقى به وكان ذلك في أواخر عام 1880 م. أبدى محمد أحمد اهتماماُ بعبد الله ورافقه في رحلة عودته إلى الجزيرة أبا. وهناك سأل عبد الله الشيخ محمد أحمد فيما إذا كان هو المهدي المنتظر فأجابه بالإيجاب وطلب منه عبد الله أن يعلن عن ذلك صراحة وخرج محمد أحمد ليعلن أنه هو المهدي وأن خليفته الأول هو عبد الله حسب ما أشير إليه في الحضرة النبوية. وكان أول من بايعه هو عبد الله وأسماه خليفة أبي بكر الصديق.

## الدعوة المهدية
كان عبد الله التعايشي قد أخذ عن الشيخ محمد شريف نور الدائم طريقته الصوفية وكان يكثر عليه القول بأنه هو المهدي المنتظر وأن من أنكره كفر، لكن الشيخ محمد شريف نهاه عن ذلك وأخبره عن تلميذه السابق محمد أحمد الذي طرده وأقصاه بسبب ادعائه المهدية. وعندما التقى التعايشي بمحمد أحمد وهو يبني قبة ضريح الشيخ القرشي بالمسلمية. حظي باهتمام بالغ منه فشجعه عبد الله على إعلانه مهديته وأقر محمد أحمد بأن عبد الله تور شين هو أول خلفائه الأربعة. وكان الرجل من ألمع من اختارهم محمد أحمد خلفاء له وأقواهم شخصية في إدراكه لطبيعة المهدية ومغزاها وقد أعانه على ذلك كثرة ما كان يسمعه من أهله التعايشة وخصوصاً والده بالتنبؤ بظهور المهدي الذي من شأنه إنهاء الوجود التركي المصري ومحو المظالم عن أهل السودان وإقامة دولة الشريعة التي تمتد لتشمل أجزاء واسعة من السودان الحالي.

## مكانة الخليفة عبد الله في المهدية

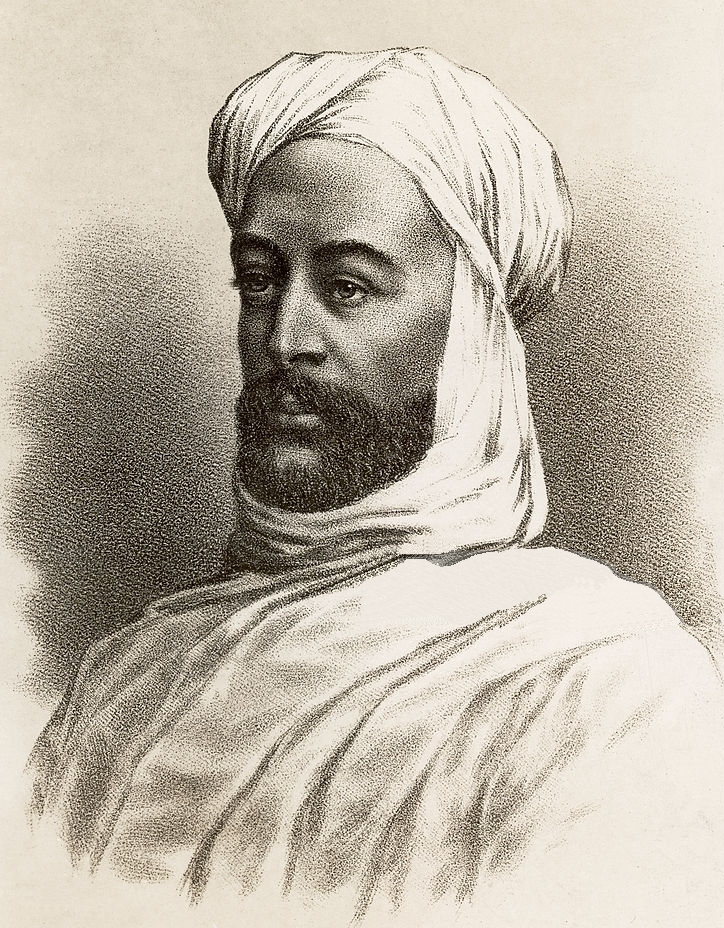
محمد أحمد المهدي

في 27 يناير / كانون الثاني 1883 أصدر المهدي منشوراَ حدد فيه مكانة الخليفة عبد الله الروحية والزمنية في نظام دولته ودعوته، وذكر فيه أن الخليفة عبد الله في الترتيب الهرمي للمهدية هو خليفة أبي بكر الصديق وهو أيضاَ القائد العام لكل جيوش المهدية وقال المهدي في منشوره «إن الخليفة عبد الله جزء مني وإن كل ما يقوم به من أعمال هي إلهام من الله وليست من هواه أو رأيه الشخصي». وقد اشتهر عبد الله التعايشي بن محمد تورشين بقدرته القتالية وسط اتباع المهدي ومن حوله من أنصار.
وجاء في المنشور الذي كان بمثابة اعلان من المهدي عن عصمة خليفته: 

## مبايعة عبد الله التعايشي خليفة للمهدي
عقب وفاة المهدي مباشرة صعد الخليفة عبد الله المنبر وخاطب الأنصار متسائلاَ: «أيها المؤمنون أين سيد المرسلين أين حبيب رب العالمين. وهذا ما وعد الله آمنوا بالله ورسوله. ولقد حانت ساعته وهذا ما علمنا له الأمام المهدي بوضوح. إن كنتم تعبدون المهدي فإن المهدي قد مات ورحل، وإن كنتم تعبدون الله فإن الله حي لا يموت. ولا شك ان جميع الناس سوف يشربون من كأس الموت قولوا إنا لله وإنا إليه راجعون هكذا قاله سلفكم الصالح، واستحقوا بذلك صلوات الله ورحمته عليه أولئك هم المهتدون .» وواضح إن هذه الخطبة شبيهة بخطبة أبي بكر الصديق خليفة النبي محمد بعد وفاة النبي مباشرة.
وما ان انتهت مراسيم دفن المهدي، حتى قام الأشراف اقرباء المهدي مطالبين بالخلافة للخليفة محمد شريف، خليفة الكرار، إلا أن الخليفة علي ود حلو، أحد الخلفاء الذين عينهم المهدي، وقاضى الإسلام أحمد علي وأخرين قالوا لهم بأن الخلافة يجب أن تكون من حق الخليفة عبد الله حسب أوامر المهدي وحسب ترتيب الخلافة المحمدية . وأعادوا إلى أذهانهم إعلان المهدي ومنشوره بعد فتح الأبيض الذي أعلن فيه للجميع بأن الخليفة عبد الله هو منه.وأخذ الناس يتجاوبون مع هذا الكلام يومئون برؤوسهم موافقين بينما ظل الخليفة صامتاً حتى قام الفكي محمد الداداري أحد علماء قبيلة الفلاتة ومن المستشارين السابقين للمهدي، وبادر برفع يد الخليفة عبد الله قائلاَ: «بايعناك يا خليفة المهدي»  ثم قام أحمد شرفي، كبير الأشراف أقارب المهدي وصهر المهدي، فأخذ سيف المهدي وعمامته وسلمها للخليفة عبد الله مردداَ بايعناك يا خليفة المهدي ثم جاء بعده الخليفة علي ود حلو والسيد المكي وبايعاه وتبعهم بقية الحاضرين بما فيهم الخليفة شريف.
وبعد البيعة ألقى الخليفة خطاباً قال فيه: «أعلموا أن الضعيف عندي قوي حتى آخذ له حقه من القوي وأن القوي فيكم عندي ضعيف حتى آخذ الحق منه للضعيف.» ثم أصدر أول منشور له أمر بتوزيعه في كل مكان وتضمن الإعلان الرسمي عن وفاة المهدي وفيه ترحم الخليفة على روح المهدي الذي توفي يوم الإثنين 8 رمضان 1302 هـ (21 يونيو / حزيران 1885 م) وقت الضحى ودفن بعد صلاة الفجر داخل بيته بأم درمان في المكان الذي أقيم عليه ضريحه لاحقاَ. ثم كتب الخليفة إلى مشايخ السودان بالحضور إليه كافة إلى أم درمان لتجديد البيعة وزيارة ضريح المهدي. أمتنع عن الحضور صالح الكباشي زعيم الكبابيش وموسى مادبو شيخ الرزيقات وعوض الكريم ابوسن باشا شيخ الشكرية ومحمود ود زايد شيخ الضباينة الذي عفا عنه الخليفة لاحقاً بخلاف الممتنعين الآخرين الذين عاقبهم بالسجن

## أوصاف الخليفة عبد الله

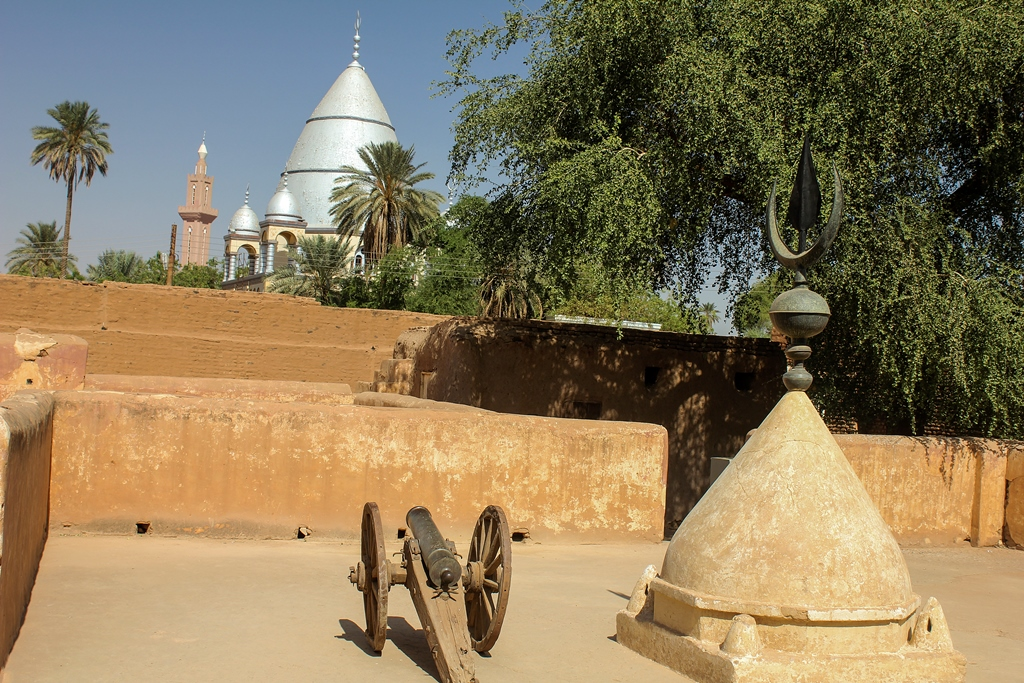
سطح بيت الخليفة وترى جواره قبة المهدي

كان الخليفة عبد الله مربع القامة أسمر لون البشرة أشيب الشعر دقيق الملامح خفيف الشاربين بلحية مستديرة وخفيفة وعلى وجهه آثار جدري قديم، أقنى الأنف  قصير الشفتين تبرز من بينها أسنانه وملامح وجهه أميل إلى الابتسام. وكان جم النشاط وعلى الإجمال يشبه المهدي ولكنه أقصر منه قامة وأقل سمرة وأضيق جبهة وأصغر لحية وكان نحيفاً في سنواته الأولى بالمهدية ثم صار بديناً فيما بعد. وكان لباسه مثل لباس المهدي فقد كان يرتدي جبة الدراويش السودانيين المرقعة فوق سروال من قماش الدمور المعروف محليا بـ «القنجة» ويلف حول رأسه عمامة مفلجة أي غير مستقيمة الثنايا فوق عباءة مكاوية وتتدلى من العمامة على كتفه اليسرى قطعة منها طويلة تسمى محلياَ «عذبة» ويتمنطق بمرفعة حول خصره وكتفه اليسرى ويتلثم برداء من القماش الشاش الرفيع فوق العمامة بحيث لا يظهر من تحته إلا دائرة وجهه ويلف حول عنقه مسبحة كبيرة ويضع قدميه داخل خف أصفر في حذاء أصفر اللون. ويخلع الحذاء ويُبقِي الخف إذا جلس القرفصاء متربعاً فوق سرير منخفض يعرف بالعنقريب فوقه فروة من جلد الضأن وهي التي يصلي عليها وفوقها أيضاً لفظ أنفاسه الأخيرة في أرض معركة الدبيكرات.

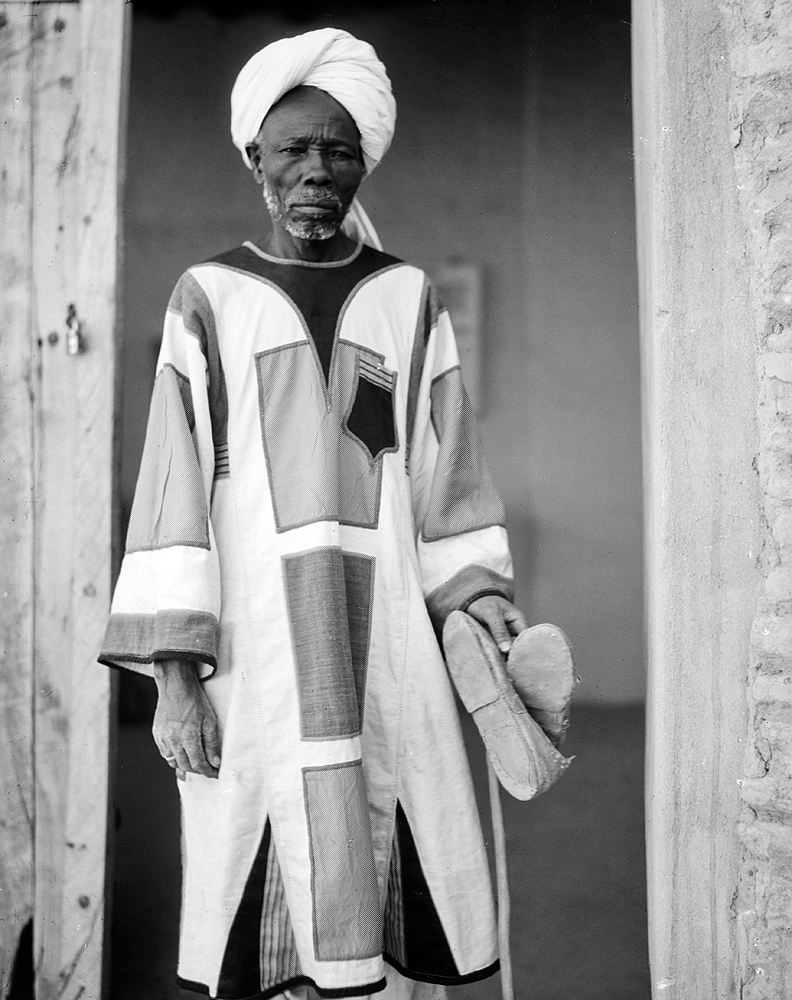
جبة الدراويش المرقعة يرتديها حاجب ببيت الخليفة وعلى رأسه العمامة ذات العذبة

وكان يحب النظافة والاعتناء بالبدن ويتطيب بالعطور والروائح الطيبة يضع سيفه على يساره وعلى يمينه رمح قصير هدندوي الصنع. وكان إذا مشى يعرج خفيفاً ويرجع ذلك إلى كسر في ساقه تعرض له عند سقوطه من جواده أثناء القتال في معركة فتح الأبيض. وفي تجواله يمشي خلفه فتيان من الأحباش يطلق عليهم الملازمين أحدهم اسمه سلمان والآخر إبراهيم  وكان الخليفة يقيم في منزل مبني من الطين بالقرب من ضريح المهدي، قام بتشييده حمد عبد النور وهو واحد من الأنصار ووضع خريطته معماري إيطالي يُدعَى بيترو في عام 1887، ويشكل بيت الخليفة سكناً له وفيه أيضاً ديوان حكمه ومقر عمله، كما كان الخليفة يقابل فيه الأمراء والكتّاب وكبار مساعديه وسفراء الدول الأجنبية كسفير أمبراطور الحبشة. واصبح المبنى منذ عام 1928 متحفاً لآثار الدولة المهدية.

## تمرد الأشراف

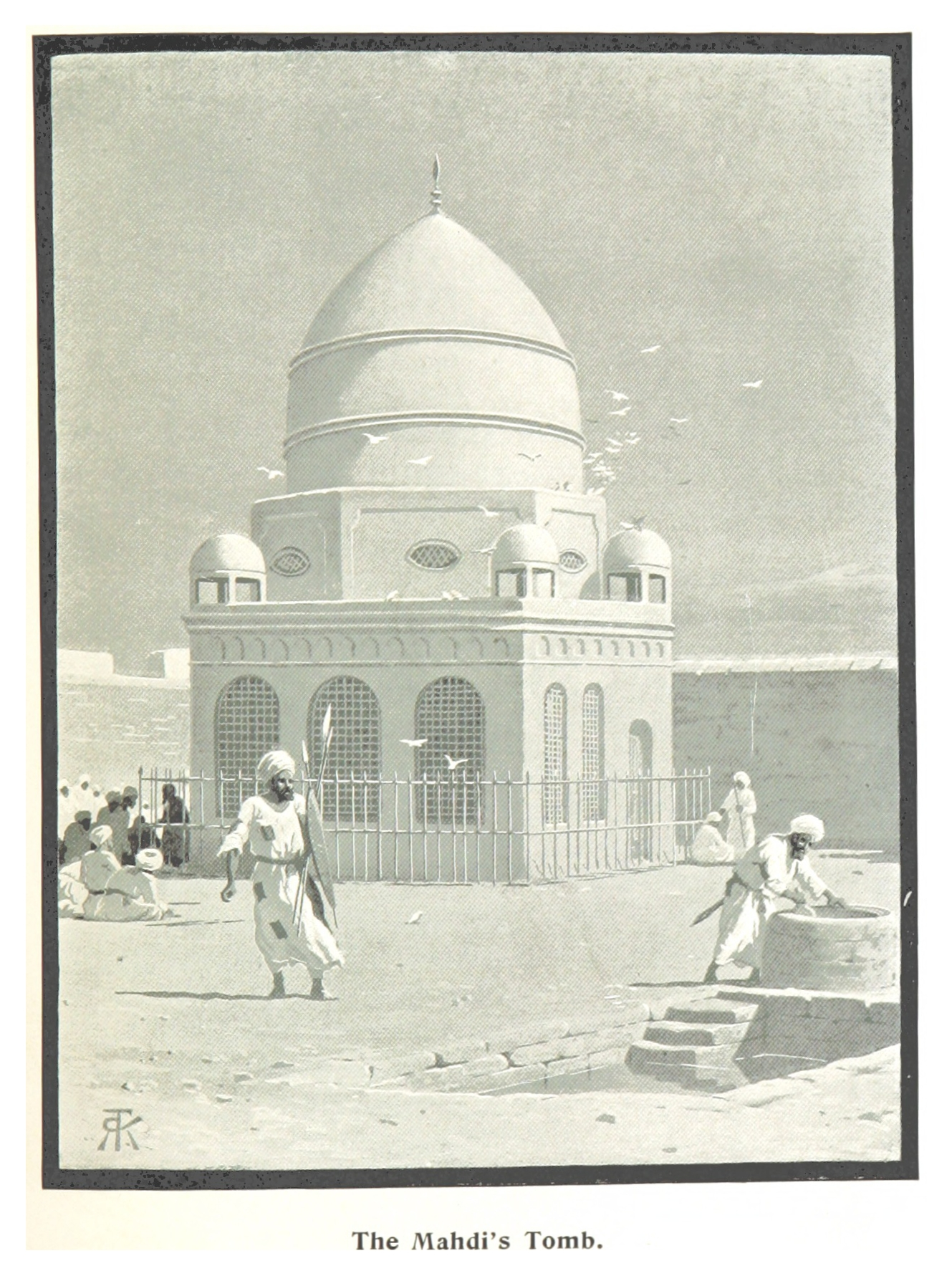
ضريح قبة المهدي كما بناه الخليفة

كان الأشراف أقرباء المهدي بزعامة الخليفة شريف يرون بأنهم أحق بالخلافة من عبد الله تور شين وأوعزو ذلك إلى المهدي لكنه رفض طلبهم. وبعد وفاته بايعوا الخليفة عبد الله ولكن على مضض ثم جاء موت محمود عبد القادر عامل الغرب في قتال مع النوبة وكان من الأشراف. فعقد الأشراف اجتماعاً فيما بينهم للنظر في إمكانية أن يتولى أحدهم المنصب، وبلغ الخبر الخليفة الذي قام بسرعة بتعيين شخص يثق فيه. وأدرك نواياهم في توسيع نفوذهم فظل يعمل بصمت في استغلال أية فرصة سانحة تمكنه من تجريدهم من الأسلحة والنفوذ وسحب راياتهم وقطع المرتبات المالية عنهم وتم له ذلك، فساءت العلاقة بينه وبينهم وسادت الشائعات لتحل محل المصارحة والتشاور حتى سرت شائعة تقول بأن الخليفة عبد الله ينوي القبض على زعيمهم الخليفة شريف. عقد الأشراف مجددا اجتماعاً في نوفمبر / تشرين الثاني عام 1891، قرروا فيه الإطاحة بالخليفة قسراً والقبض على ناصية الأمور في البلاد. أعد الخليفة شريف الخطة سراً مع اثنين من أبناء المهدي الصغار. وقاموا بكسر أبواب أحد مخازن السلاح واستولوا على أسلحة ثم تجمهرت أعداد كبيرة منهم حول قبة المهدي التي تواجه بيت الخليفة. علم الخليفة بما حدث فأصدر أوامره لمواجهة التمرد بإعلان حالة التأهب وسط قوات الملازمين وهي بمثابة حرس رئاسي، وقوات الجهادية المسلحة بأسلحة نارية وقوات الراية الزرقاء وأمر أخاه الأمير يعقوب محمد جراب الرأي باحتلال المسجد، وهو ساحة كبيرة مجاورة لبيت الخليفة. حدث تراشق طفيف بالنيران انتهى في وقت قصير وقدرت الخسارة بخمس قتلى،  إلا أن الخليفة عبد الله لم يكن يرغب في تصعيد الأمر لبلوغ مواجهة عسكرية شاملة قد تحدث فوضى في العاصمة يصعب السيطرة عليها وتقوم جماعات البقارة الوافدة بنهب المدينة والعودة إلى ديارها، فأرسل إلى الأمير علي ود حلو يدعوه إلى التوسط لحل الأزمة وأن يطلب من الخليفة شريف تقديم طلباته وشروطه. وتم الاتفاق على أن يقوم الخليفة عبد الله برد الاعتبار للخليفة محمد شريف وإعادة رايته إليه وأن يجعله من أهل المشورة، ويمنحه معاشا شهرياً هو وأبناء وأرامل المهدي ثم إصدار عفو عام على من حملوا السلاح ضده. وفي المقابل، يقوم الأشراف بتسليم أسلحتهم ويعلنون خضوعهم لسلطة الخليفة. وكان الخليفة شريف قد اشترط أيضاً عزل كل من الأمير يعقوب محمد وقاضي الإسلام أحمد علي وإطلاق سراح الأمير خالد زقل، الذي كان قد اعتقل عندما كان في طريقه لمساندة الأشراف وهي الشروط التي تم التنازل عنها ولكنها زادت من حنق الأمير يعقوب والقاضي أحمد علي على الخليفة شريف والأشراف.
أصر القاضي أحمد علي الذي كان يحمل ضغينة ضد الخليفة محمد شريف على محاكمة المتمردين بذريعة أنه لا يُؤمَن جانبهم وحتى يكون عقابهم رادعاً لمن يفكر في إحداث فتنة وحاول إقناع الخليفة بأنه في حلِّ مما وعد به. وجمع مجلسه القضائي وحكم على زعماء وقادة الاشراف الذين شاركوا فيما وصفه بالفتنة بقطع رؤوسهم وقطع أرجل وأيادي الباقين من خلاف. لم يوافق الخليفة على ذلك وكذلك اعترض السيد المكي إسماعيل المولى وهو دنقلاوي من أنصار المهدي في كردفان ومن اوائل الذين بايعوا الخليفة، مقترحاً نفيهم إذا كان الغرض من المحاكمة هو اتقاء شرهم. وبعد جدل وأخذ وعطاء تم الاتفاق في نهاية المطاف على نفي قادة المحاولة وهم أحمد ود سليمان أمين بيت المال وفوزي محمود وشقيقه حمدي كاتبا الخليفة، وأحمد النور كاتب الخليفة محمد شريف، وكل من أحمد محمد خير وصالح ود سوار الذهب وسعيد محمد فرح أحد زعماء القبائل في دنقلا إلى فشودة في جنوب السودان، لكن ما حدث هو أن تم قتلهم هناك فقد عقد القاضي أحمد جلسة أخرى غيابية وقضى بإعدامهم وأوكل أمير فشودة الزاكي طمل بتنفيذها. وكان من الطبيعي أن يبدي الخليفة شريف سخطه على ما جرى ويعبّر عن استيائه فانقطع عن صلاة الجمعة والجماعة مع الخليفة وكان ذلك بمثابة عصيان أدى بالخليفة إلى عقد مجلس محاسبة يضم 46 عضوا من الأمراء والقضاة في 2 مارس / آذار 1892، أدانوا فيه الخليفة شريف الذي قابلهم عند اللقاء به بالجفاء وأقبح الألفاظ فقرروا سجنه وهكذا ظل الخليفة شريف في السجن حتى وردت أنباء تحركات الجيش المصري الإنجليزي في الحدود فتم إطلاق سراحه لتوحيد الجبهة الداخلية ضد الغزو وبعد معركة كرري تم إلقاء القبض عليه ونقل إلى سجن رشيد بمصر وبقي فيه حتى مماته.

## إدارة الدولة

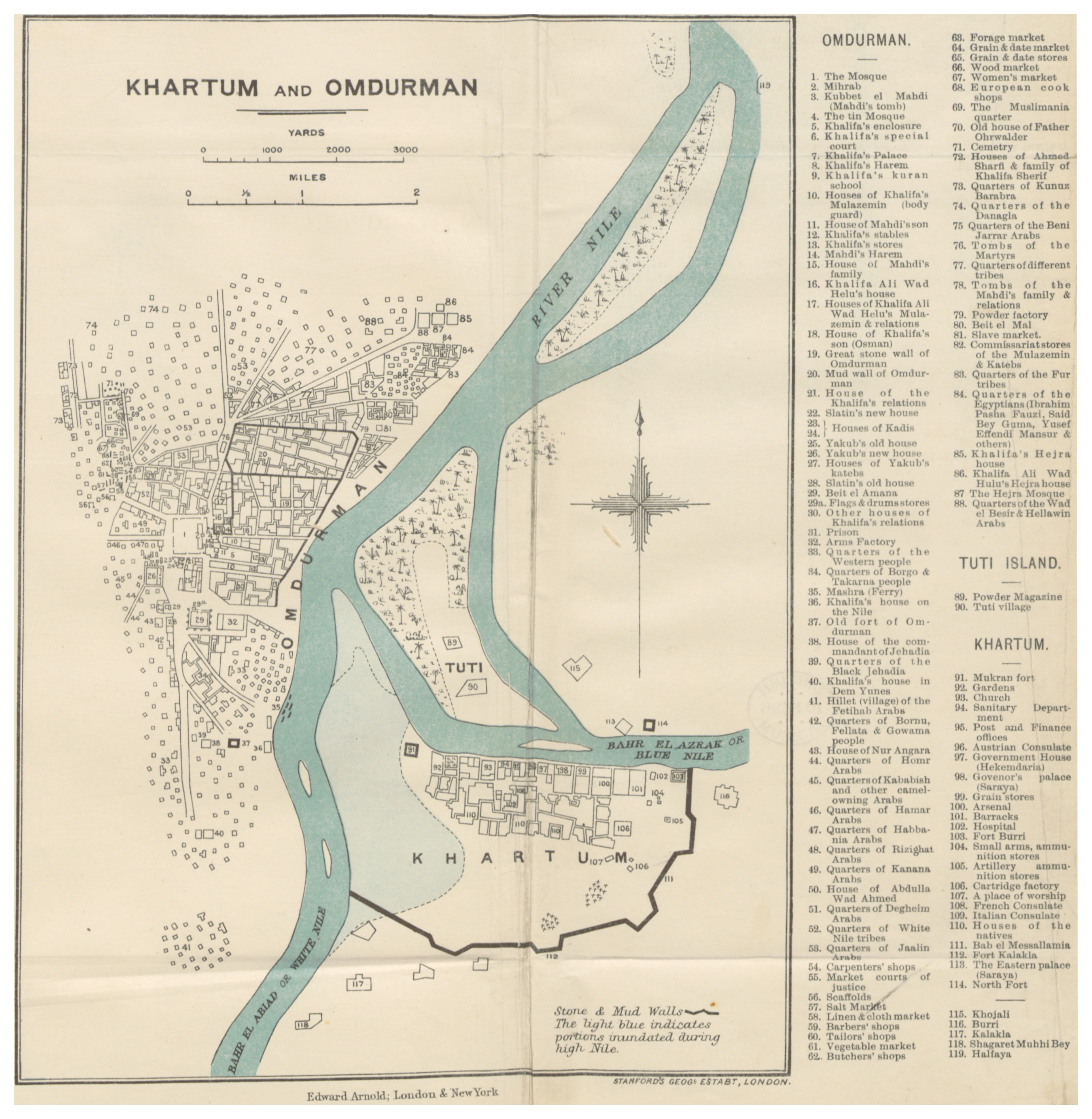
خارطة أم درمان في عهد الخليفة من أعداد سلاطين باشا

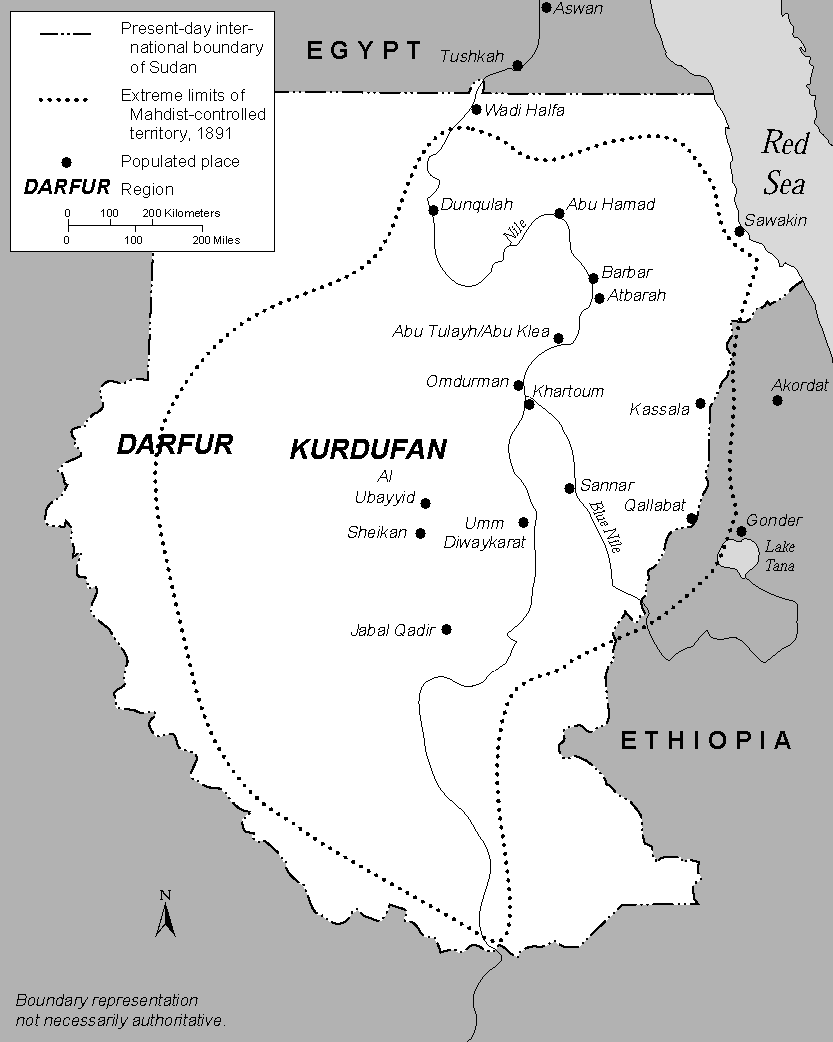
خريطة السودان في عهد الخليفة

أدار الخليفة عبد الله الدولة السودانية خلال 14 عاماً. حيث بدأ حكمه يوم وفاة المهدي في 22 يونيو / حزيران 1885م وحتى تاريخ وفاته هو بأم دبيكرات يوم الجمعة 24 نوفمبر / تشرين الثاني 1899م، تمددت فيها الدولة المركزية، وعاصمتها أم درمان، بين دارفور في الغرب وإلى البحر الأحمر شرقاً، ومن نيمولي في أقاصى الجنوب إلى دنقلا عند أدنى الشمال، لكنه واجه صعوبات داخلية جمة منها خلافاته مع الأشراف الذين جاهروا له العداء وأظهروا عدم طاعتهم له ولحكومته وتحديات خارجية كأطماع القوى الإستعمارية المحدقة بدولته وأخطار الغزو الخارجي من جهة الشمال.
ترك المهدي لخليفته تركة مثقلة بالمشاكل الداخلية والمسؤوليات الجسام فكثير من أتباع المهدية وأركان دولتها سلموا لها كرهاً وخوفاً على رقابهم وأموالهم وكثير منهم لم ينهِ ولائه لشيوخ طريقته الصوفية. ووفقا للمؤرخ السوداني مكي شبيكة فإن المهدي ذكر أن هناك ستة من البشر لا يرضون بأمره وهم: «العالم والظالم والأتراك وربائبهم الذين تربوا في كنفهم وأهل الشأن وأهل البرهان الذين يريدون ادلة على مهدية المهدي». وبعض هؤلاء شغل وظائف إدارية وتبوأ مناصب تنفيذية واضطلع بمهام قضائية في الدولة فكان فيهم المحاسبين والإداريين والقضاة والكتبة والمترجمين 
وبوفاة المهدي بدأت هذه العناصر في الجهر برفضها وعصيانها للمهدية، وقابل الخليفة ذلك بتدابير احترازية وإجراءات ردعية تارة باللين وتارة بالحيلة وتارة ثالثة بالقسوة وكان أولها هو أن يحيط نفسه بمن يثق فيهم. فعين أخاه الأمير يعقوب محمد جراب الرأي مساعداً له يشرف على الجيش وعلى بيت المال ويعني بشؤون محطات الحدود والعبور وبأمور العاصمة أم درمان. كذلك أراد الخليفة أن يسند مركزه بقبائل البقارة التي ينتمي إليها وبالأخص عشيرته التعايشة، فأوعز برحيل جزء كبير منها إلى أم درمان تحت حجة زيارة ضريح الأمام المهدي والإقامة بجواره. ولما أدرك معارضوه مغزى سياسته هذه وتبين لهم إنه يريد إقصائهم عن شؤون الحكم والإدارة ويستبدلهم بأنصاره وأبناء عشيرته وذويه أبدوا تذمرهم علناً خاصة الأشراف أقرباء المهدي الذين اصطدموا معه عسكرياُ أكثر من مرة.
ويعود تهجير الخليفة عبدالله لقبائل البقارة إلى أم درمان إلى أسباب أهمها:
1. عدم اطمئنانه إلى ولاء قبائل أولاد البلد من سكان شاطيءالنيل الذين كانوا يشكلون اغلبية سكان أم درمان عاصمة الدولة وما حولها.
2. تعزيز مركزه وحماية سلطانه من مؤامرات الأشراف وغدر سكان النيل.
3. توفير الأعداد الكافية من المقاتلين المخلصين ذوي الولاء للمهدية لشن حملات الجهاد.
4. السيطرة علي الزعامات القبلية خاصة القبائل والعشائر المنافسة. وقد كان الخليفة يدرك بأن كثيراً من زعماء القبائل اجبروا علي اتباع المهدية لأنهم لم يجدوا مفراً من الانقياد لها والتسليم بها. ويشكل بقائهم في ديارهم تهديدا لأمن دولته واستقرارها، وخاصة وأن فيهم من هو تواق للجاه و السلطان والاستقلالية المفقودة.[22]

واجه الخليفة عبد الله مصاعب أخرى وتحديات منها مسألة تنظيم الدولة والإدارة والنهوض بها من أنقاض التركية السابقة التي قضى الأنصار على ما تبقى منها عند فتحهم الخرطوم، ومسألة الخلافات الداخلية بين أمراء وقادة جيوشه وعصيان بعض القبائل وتمردها عليه والتهديدات الخارجية بما فيها التهديدات الانجليزية في جهة دنقلا شمالاَ والإيطالية بجهة كسلا والقلابات والحروب مع الحبشة ووجود جيوب جيوش أجنبية في منطقة الاستوائية (بجنوب السودان حالياً)، وآثار المجاعة التي ضربت أطنابها بالبلاد وغير ذلك من المشاكل الأخرى المتنوعة. وذكر المؤرخ نعوم شقير بأنه لولا الدهاء والحزم الذي فُطِر عليهما عبد الله التعايشي لتصدعت أركان الدولة المهدية وعمت الفوضى السودان. بينما وصفه الكاتب البريطاني ليفيرينغ بأنه كان ورعاً، ذكياً، وقائداً عسكريا وإدارياً مقتدراً، ولكنه لم يتمكن من التغلب على الانشقاقات القبيلية وإضطر إلى توظيف المصريين لتوفير الكادر الفني المدرب للحفاظ على دولة الخلافة الإسلامية التي أعلنها
تبنى الخليفة سياسة ارتكزت على ثلاث دعامات:
1. الحفاظ على شعائر المهدية إذ لا شيء يربطه بأنصاره سواها ولا شرعية أو حجية له في الحكم إلا بها،
2. مراقبة المناوئين لحكمه والرافضين لخلافته والمنافسين له على السلطة ومعاقبة المتمردين منهم بالتنكيل بهم ونفيهم أو سجنهم أو حتى تدبير قتلهم متى سنحت فرصة ارتكابهم خطأ فادحاً مميتاً.
3. حصر المناصب العليا في أهله التعايشة ومريديه من الجماعات الأخرى[25]

### السياسة الداخلية

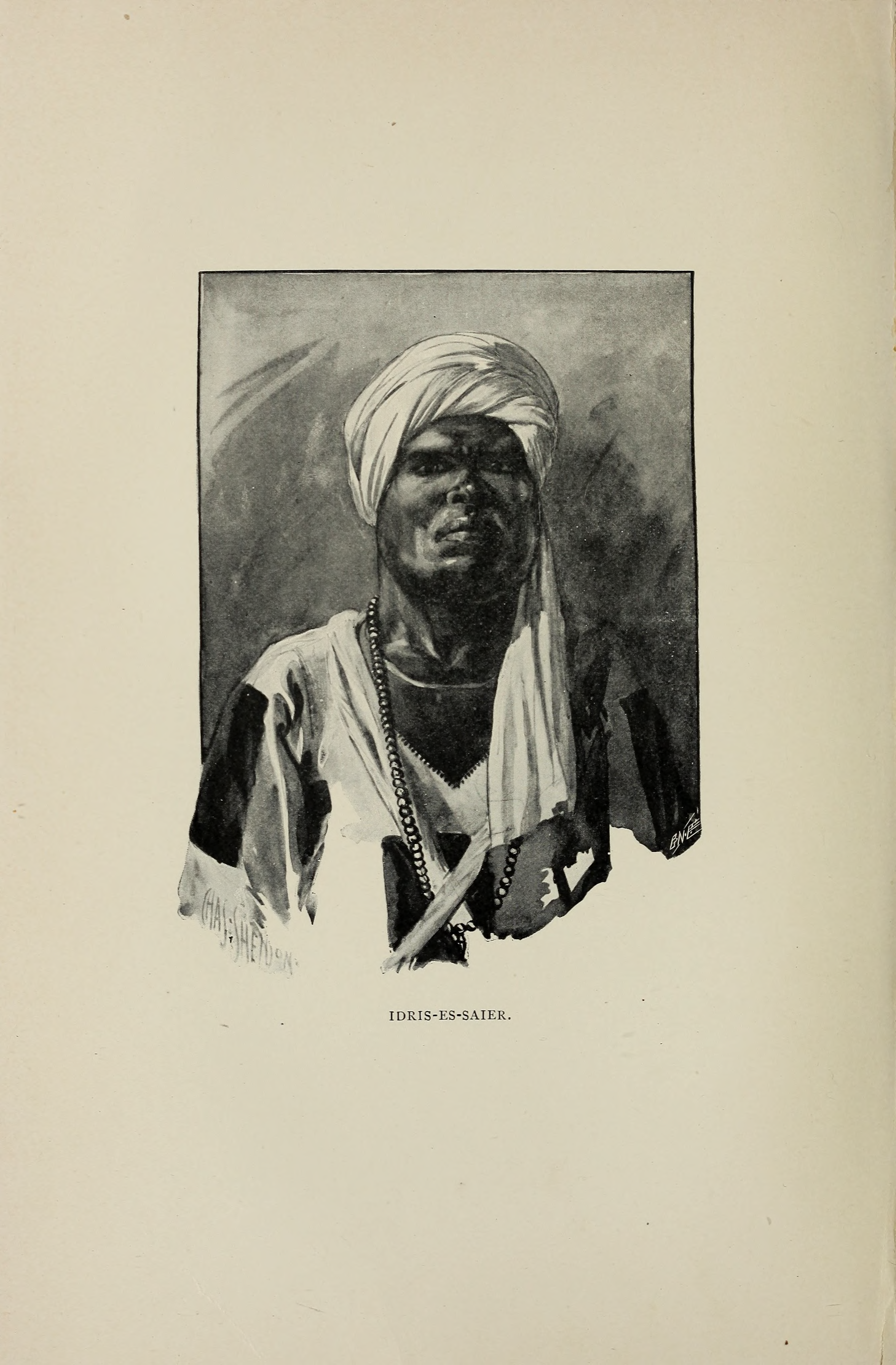
ادريس الساير رئيس سجن الساير في أم درمان

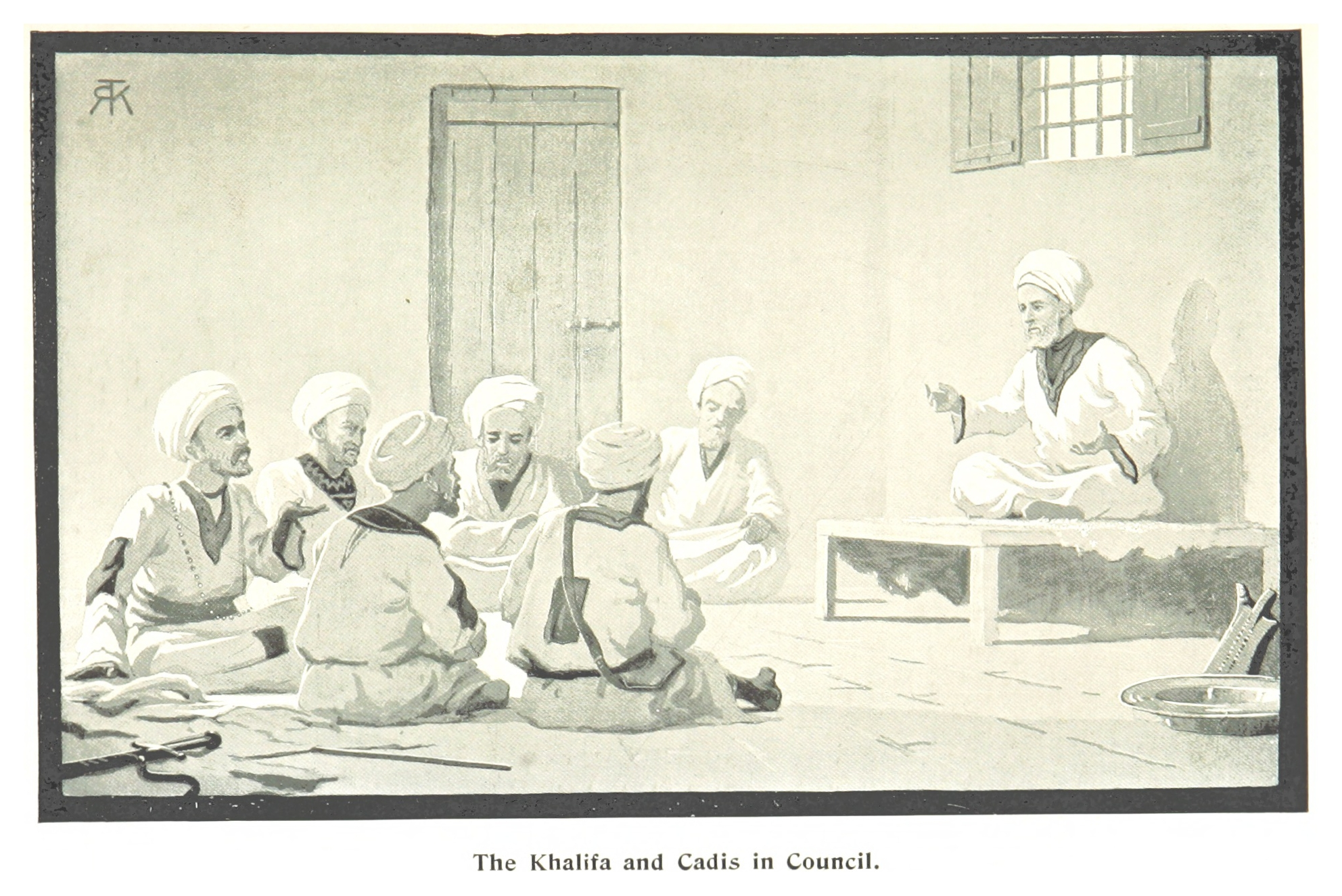
قاضي الإسلام في إحدى جلسات محكمته

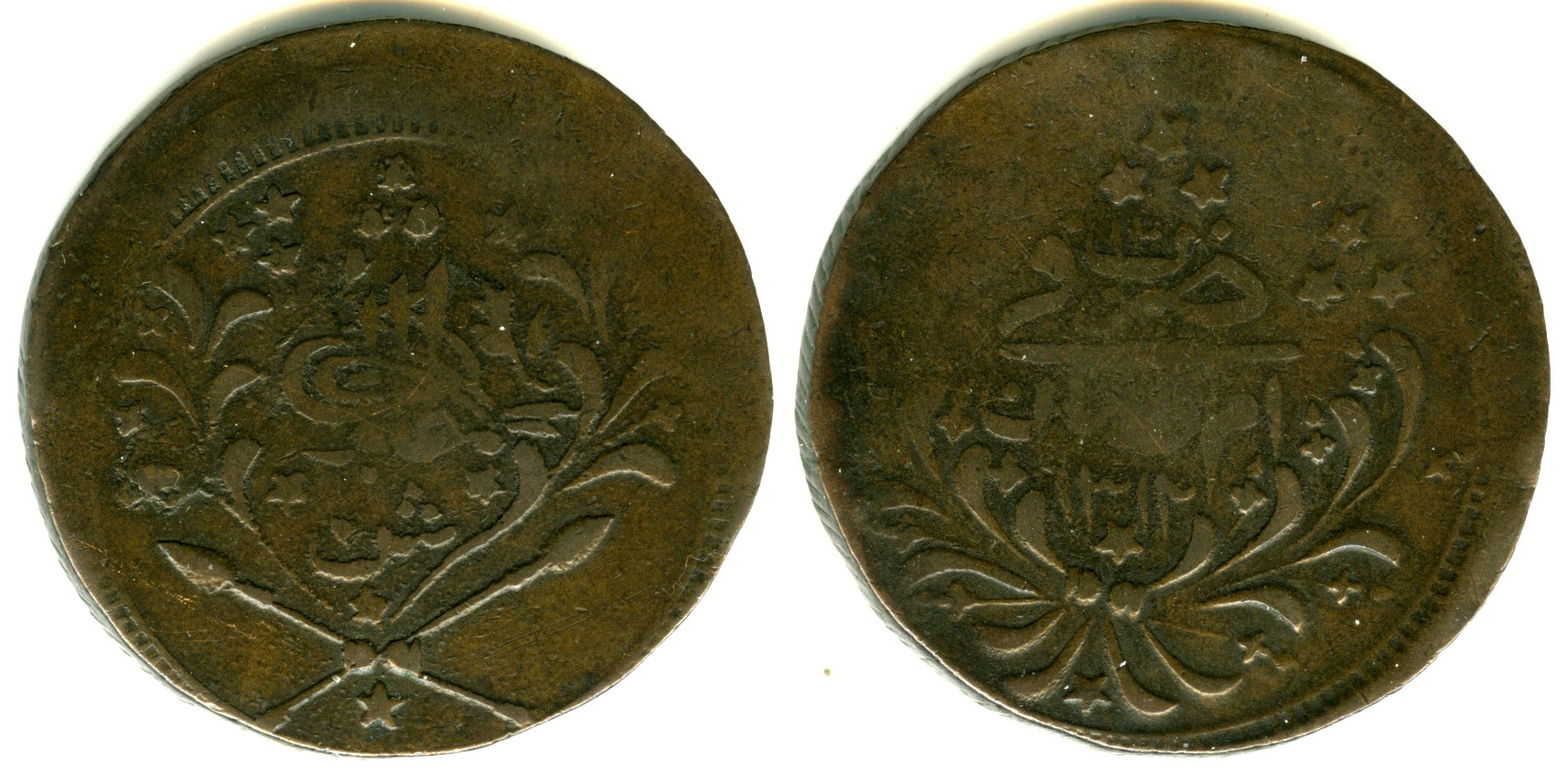
المقبول فئة عشرين قرشا وهي من قطع النقود التي قام بسّكها الخليفة في أم درمان

قسم الخليفة السودان إدارياً إلى ثمان عمالات هي: الجزيرة، وشرق النيل الأكبر، وغرب النيل الأكبر، وجبال إدريس، وغرب بحر أبيض، وشات، والبادية الغربية، والبادية الشرقية، إلى جانب عمالة الشلك والدينكا ومديرية فشودة بالجنوب. وكان لكل عمالة عامل يرأسها وينفذ ما يصدر إليه من أوامر وقرارات ومنشورات تصدر من العاصمة أم درمان وخزانة خاصة بها تتمثل في بيت مال العمالة وقاضي ونائب قاضي. وأوكل القضاء العالي في الدولة إلى قاضي الإسلام باعتباره أعلى سلطة قضائية وهي الوظيفة التي تولاها أول مرة القاضي أحمد علي تلاه حسين ود زهرة من قبيلة الجعليين وكان خريجا في الأزهر الشريف بمصر. ويلي قاضي الإسلام في الترتيب قضاة محاكم العمالات وقاضي الملازمين بأم درمان وهو أشبه بالشرطة العسكرية الحالية الذي يعني بضبط سلوك أفراد القوات العسكرية ومحاسبتهم. كما كان هناك قاضيان لبيت المال يفصلان في القضايا ذات الصلة بالمال العام. وكانت الشريعة الإسلامية هي المصدر الأساسي للحكم إلى جانب تعاليم المهدي. ويودع المحكوم عليهم بعقوبة السجن في سجن الساير بأم درمان (دار الرياضة حالياً) الذي أطلق عليه هذا الاسم نسبة إلى رئيسه إدريس الساير. وعرف نظام العقوبات في دولة المهدية ممارسات التعذيب والإعدامات والنفي.
وأورد المؤرخ مكي شبيكة عمالات بربر ودنقلا والغرب وكسلا كعمالات كبرى تخضع للرقابة المباشرة للسلطة المركزية في أم درمان أي للخليفة، وإن العامل يتولى الإدارة وقيادة الجيش في عمالته. أما الأمراء فهم يتركزون في حاميات حدودية لحماية المنافذ التي عرفت باسم البوغازات ويخضعون لعمال العمالات.
وتمثل بيت المال خزينة الدولة ومصادرها الزكاة والغنائم ونظام ضريبي يشمل العشور الجمركية وخراج الصمغ العربي وغلة الأرض وجباية القوارب وقروض من التجار وإتاوات العبور وحصة الحكومة المركزية في أم درمان من بيوت أموال العمالات بالأقاليم  كما قام الخليقة بضرب نقود فضية منها «ريال المهدي» و«المقبول» «وأبو بدر» «وأبو كيس» الذي كان يحمل رسم رمحين متقاطعين .
وبالنسبة للتعليم فقد أنشأ الخليفة بعض المدارس واقتصر تعليمها على الكتابة والقراءة وتأهيل المعلمين إلى جانب التعليم الديني التقليدي الذي كانت تعني به الخلاوي والزوايا واستعان الخليفة ببعض الأقباط في مجال الكتابة
والحسابات والإدارة الحكومية ومن بينهم المسيحي القبطي يوسف ميخائيل الذي كان يستشيره الخليفة أحيانا في بعض الأمور الخارجية  كما كان بعض التلاميذ يلتحقون ببيت المال للتدريب والعمل فيها بعد إكمال دراستهم الأولية في المساجد.
أما العاصمة أم درمان التي أطلق عليها المهدي اسم البقعة فقد تطورت من قرية خيام وأكواخ إلى مدينة كبيرة واهتم الخليفة بعمرانها مستخدماً مواد بناء من أنقاض الخرطوم التي تم هجرها فشيد فيها ضريحاً للمهدي باسم قبة المهدي وأقام سوراً من الطوب الآجر حول المسجد الذي بناه المهدي وهو عبارة عن ساحة مفتوحة على الهواء بلا سقف ومآذن ويجتمع فيها جميع الأنصار للصلاة فيها فقد كانت المسجد الوحيد في المدينة كما اهتم الخليفة ببعض الشوارع الرئيسية في المدينة وقسمت الأحياء السكنية على أساس قبلي مثل حي ود نوباوي أو عسكري مثل حي الملازمين.
وفيما يتعلق بالتجارة فإنها حسب رأي سلاطين باشا قد ازدهرت بعد كساد أصابها خاصة بعد قيام بعض التجار السودانيين بتهريب الحلى الفضية والذهبية، بعد سقوط الخرطوم إلى أسوان بكميات كبيرة «فأصدر الخليفة أوامر متشددة للتجار بعدم حمل الذهب والفضة معهم إلى مصر مهما كانت حاجتهم لها هناك وسمح فقط بمقدار من المال تحدده بيت المال حتى لا يضيع المال العام في إنفاق غير مشروع في نظر الخليفة الذي لم يكتف بذلك بل جعل العملة التي يحملونها من الطراز القديم على أن تحدد قيمتها في جواز سفر التاجر».، ولكن من ناحية أخرى أهمل الخليفة قطاع الزراعة وركز على صناعة الأسلحة والمراكب ولكنه أبقى على الترسانة وخط التلغراف وأنشأ معملاً لصناعة الصابون  ولذلك لم يكن غريباً تعرض البلاد إلى مجاعة.

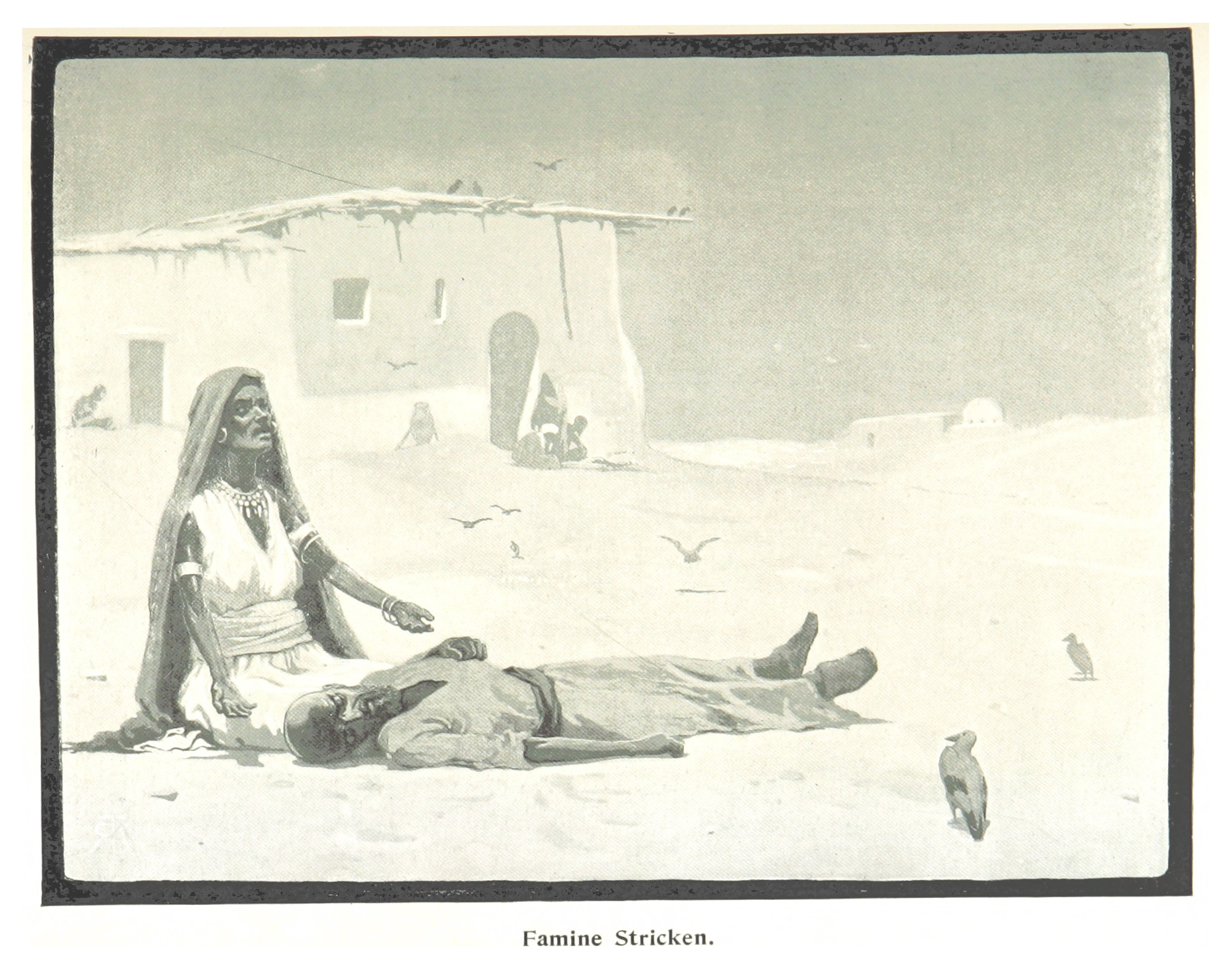
مجاعة سنة ست هـ (1888م)

من الكوارث التي ألمت بعهد الخليفة هو تعرض البلاد إلى مجاعة ضربت أيضا عدداً من بلدان الساحل الإفريقي في سنة 1881، نتيجة الجدب والجفاف وعُرفت في السودان «بمجاعة سنة ست» نسبة إلى العام الهجري 1306 الذي وقعت فيه. وقد تأثر بها السودان كله تقريباً شرقه وغربه ووسطه وشماله. وتتفق المصادر التاريخية على أن سبب المجاعة في السودان لم يقتصر على موجة الجفاف وشح الأمطار بل إلى تضافر عوامل أخرى أدت إلى تفاقمها ومنها عدم الاستقرار السياسي والحروب المتعددة وانشغال المزارعيين الذين هجروا الزراعة بسبب الانخراط في الجهاد والقتال، وتهجير جماعات كبيرة من غرب السودان والجزيرة إلى أم درمان لمناصرة الخليفة في الصراع السياسي مع الأشراف ويضيف بابكر بدري في كتابه تاريخ حياتي آفة الجراد التي اكتسحت البلاد آنذاك، أما الخليفة عبد الله فقد أورد سبباً آخر للسغب عندما كتب إلى عامله الأمير يونس الدكيم في 7 محرم 1307 هـ، 3 سبتمبر / أيلول 1881 يقول فيه: «إن المجاعة عقاب من الله على الظلم ليكف الظالمون عنه ويلتزمون بأمر الشرع وإذا لم تطبق العقوبات الشرعية فيقع بلا شك بلاء أعظم. واعلموا بمقتضى هذا بأن تمنعوا الجيش من التعدي والظلم علة العباد وتخريب الزروع. واستباحته المنازل غير مسموح به».
ولعل أفضل صورة للوضع والحالة المأساوية حينذاك هو ما جاء في رسالة الأمير الزاكي طمل إلى الخليفة والتي قال فيها: «والحال يا سيدي أن الجيش بعد ما حررنا في طلوعه لأرض العدو، قد تزايد به الضرر من جهة المعايش. وعم ذلك الكافة صغيراً وكبيراً مجاهداً وعائلة حتى صاروا يأكلون الجيف ويلتقطون الحبوب من الأرض وفي الطرق والزابل ومحلات الرماد وهم الآن بحالة لو رآها سيدي لرثى عليهم (..) وتفرق الغالب منهم في الجهات في التماس المعايش وبعضهم يتلقطون القشوش والأشجار من الأودية مسافة 3 أيام وأربعة».

### الجيش

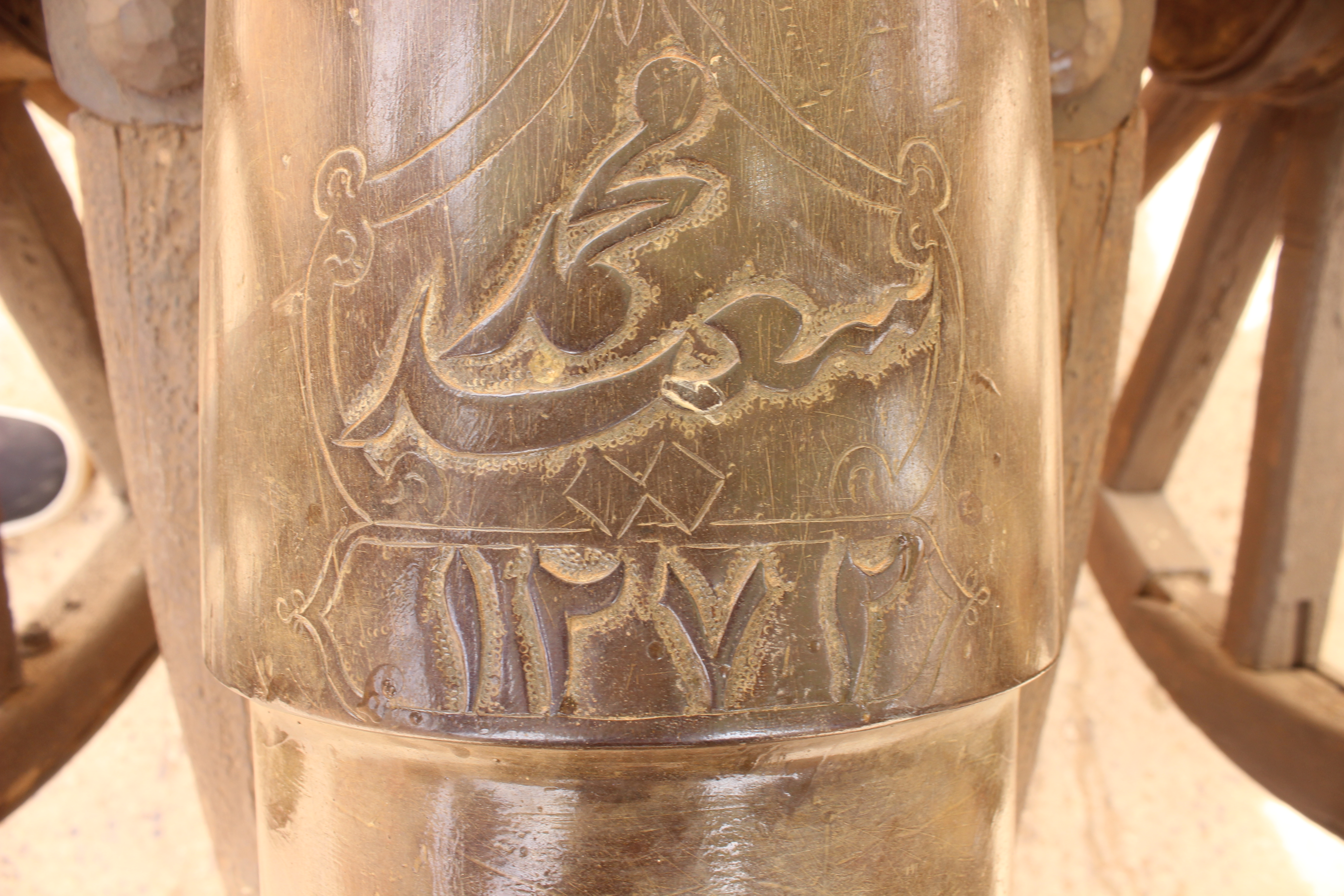
مدفع ببيت الخليفة

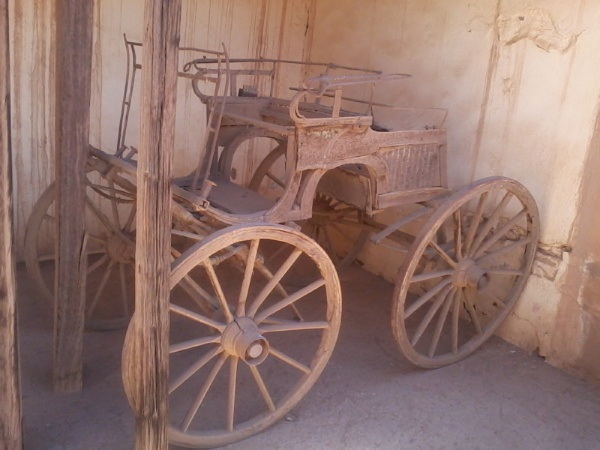
احدى المركبات التي غنمها الأنصار عند سقوط الخرطوم وقد استخدمها الخليفة أثناء استعراضه الدوري لجيشه قبل عن يقلع عن ذلك نهائيا ويستخدم الخيل أو الجمال بدلا عنها

بلغ عدد أفراد قواته 150 ألف منهم 46 ألف من المشاة حملة السيوف والرماح والسهام و 66 ألف من فرسان الخيالة و 36 ألف من الجهادية المسلحين بالأسلحة النارية ويتضاعف عدد القوات عندما ينضم اليها متطوعي القبائل وهناك حوالي 60 إلى 70 ألف من هجانة البريد راكبو الجمال. وأما ترسانته العسكرية فكانت تتكون من 74 مدفعا منها 6 مدافع من طراز كروب ذات الفوهة الواسعة وحوالي 40350 قطعة من البنادق المختلفة نصفها تقريبا من طراز ريمنجتون وقد توسعت الدولة في عهده فزادت حاميات المدن الحدودية كما في مناطق كسلا والقلابات ووادي حلفا وحتى في أقصى الجنوب كما في فشودة. وكان الجيش كله تحت قيادة الأمير يعقوب، شقيق الخليفة.
وينقسم الجيش إلى 6 أقسام الجهادية وهي قوات نظامية مسلحة بأسلحة نارية وقائدها جاموس النوبي والملازمين وهي حرس الخليفة وقائدهم الأمير عثمان شيخ الدين، ابن الخليفة، والكارة بقيادة إبراهيم الخليل، الراية الزرقاء بقيادة الأمير يعقوب، والراية الصفراء بقيادة الخليفة محمد شريف والراية الخضراء بقيادة الخليفة علي ود حلو.
وتعتبر فرقة الملازمين وهي الأكثر تنظيماً وتسليحاً وهي بمثابة الحرس الخاص بالخليفة وتتكون من الجهادية السود وأولاد العرب وقائدهم هو الأمير شيخ الدين. وقد حافظ الخليفة على نظم التدريب والفنون الحربية التي كانت في عهد التركية مع تغيير بطبيعة الحال في العقيدة العسكرية والمسميات والمصطلحات العسكرية (فمثلاً تحولت كلمة صفدن التركية إلى اليمين دور، وصلدن إلى شمالك وكلمة حاز دور إلى اللهم أنصر راح دور إلى اللهم أستر).
و السرية هي الوحدة الرئيسية في التنظيم الحربي في جيش الخليفة وتتكون من مائة مقاتل بقيادة رأس المية وتحت قيادته خمسة مقاديم (المفرد مقدم) على رأس الفصائل وكل فصيل مكون من 20 مقاتل. ويقود الجيوش الأمراء.
وكان الخليفة في بداية عهده يستعرض جيشه اسبوعياً كل يوم جمعة في ساحة العرضة غرب أم درمان (حي العرضة حالياُ)، ثم أصبح العرض العسكري ينظم 4 مرات في العام خلال احتفالات عيد الفطر وعيد الأضحى والمولد النبوي وعاشوراء وتشارك فيه فرق عسكرية من خارج أم درمان تعرض فنونها القتالية وجاهزيتها ولياقتها البدنية واسلحتها.

### السياسة الخارجية

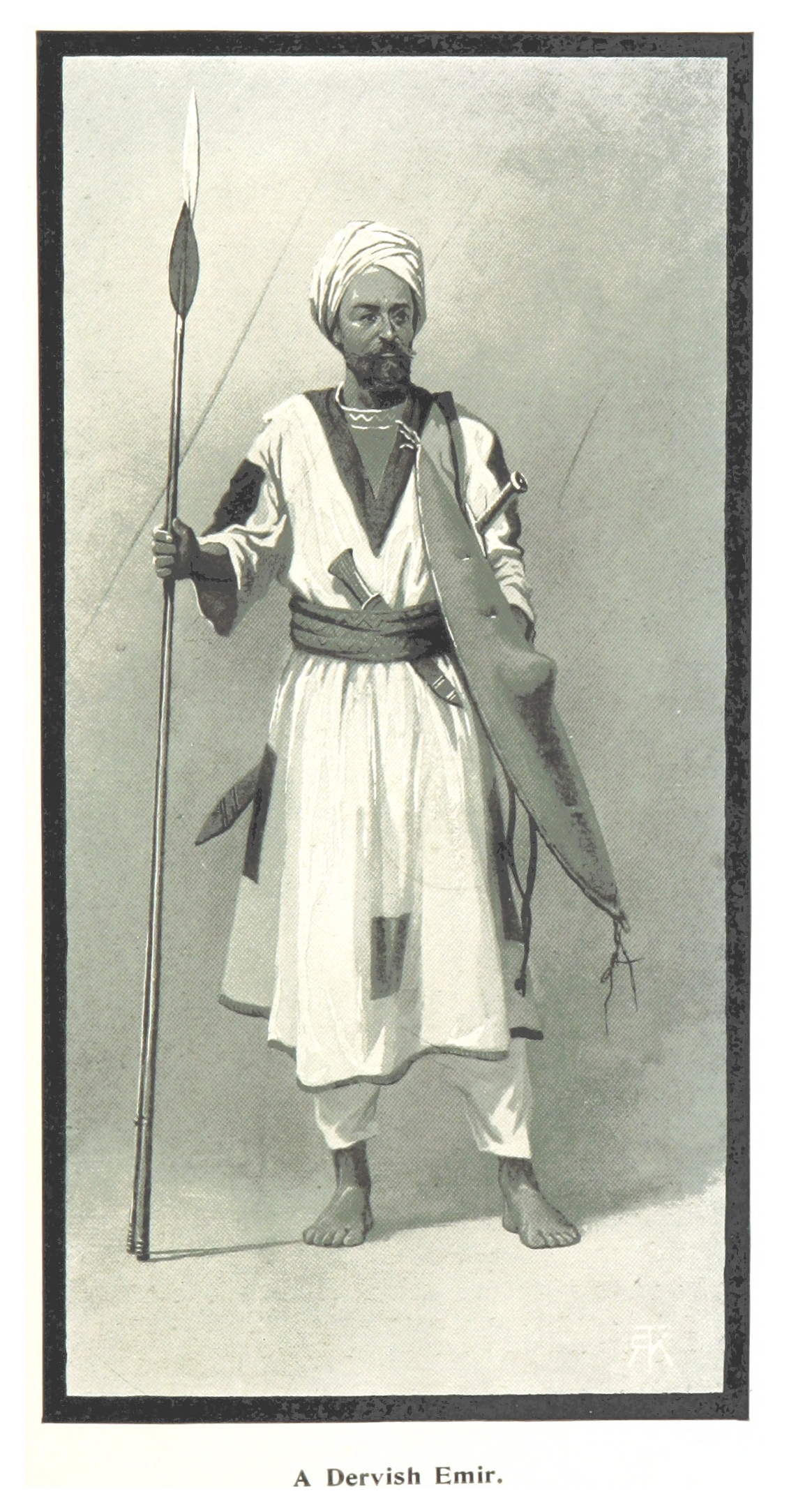
أمير من أمراء المهدية في كامل حلته

تركزت سياسة الخليفة الخارجية على نشر الدعوة للمهدية عن طريق فتح الأمصار استمرارا لسياسة خَلَفَه المهدي ولذلك أرسل رسائل تنطوي على تحذير وترغيب إلى كل من الخديوي توفيق خديوي مصر والملكة فيكتوريا ملكة بريطانيا العظمى والسلطان عبد الحميد الثاني خليفة المسلمين وسلطان الدولة العثمانية كما كتب إلى قبائل الحجاز وأهل المدينة المنورة ومحمد السنوسي في ليبيا والسلطان محمد يوسف سلطان وداي والسلطان حياتو بن محمد بلو سلطان صكتو (في نيجيريا الحالية) والإمبراطور منليك الثاني إمبراطور الحبشة. ورابح الزبير ابن الزبير باشا رحمة أحد كبار زعماء المناطق المتهمون بالنخاسة والذي فر إلى الغرب الأوسط الأفريقي مستخدما راية المهدية.

ففي رسالته إلى الخديوي توفيق يقول: «لو كان قصدي من هذا الأمر ملك الدنيا الزائل (..) لكان في السودان وملحقاتها كفاية كما تعلم من اتساعها وتنوع ثمراتها (..)، ولكن القصد هو إحياء السنة المحمدية والطريقة النبوية». أما رسالته إلى الملكة فيكتوريا فقد ذكر فيها بأنه خليفة المهدي المنتظر القافي أثره. ودعاها إلى الإسلام قائلاً: «إن إسلمتِ واتبعتِ المهدي عليه السلام وأذعنتِ لحكمي فإني أبشرك بالخير والنجاة من عذاب السعير». وحذرها من مغبة الظن بأن جيوش المهدية تتخاذل عن نصرته ولا تستطيع الدفاع عن نفسها، «فهذا توهم فاسد وغرور كاسد فرجال المهدية رجال طبعهم الله على حب الموت فصاروا أشداء على الكفار». وفي رسالته إلى السلطان عبد الحميد خاطبه قائلا: «ومع كونك تدعي إنك سلطان الإسلام القائم بتأييد سنة خير الأنام فمالك معرضاً عن إجابة داعي الله إلى هذا الآن، ومقراً رعيتك على محاربة حزب الله وصرفت مجهودك في إعانة أهل الأصنام على هدم أركان الإسلام».
وشن الخليفة حروباَ على الحبشة حيث ارسل أولا الأمير حمدان أبو عنجة ثم الأمير الزاكي طمل الذي هزم جيش الأحباش وتوغل حتى مدينة غندار بعد مصرع الامبراطور يوهانس الرابع. وحاول الخليفة فتح مصر وأرسل حملة بقيادة الأمير عبد الرحمن النجومي ودخل في مناوشات عسكرية مع الإيطاليين في الحدود الشرقية للسودان 
وكان الخليفة قد أبرم معاهدة مع الإمبراطور منليك الثاني ملك ملوك الحبشة وبمقتضاها تنازل منليك لحكومة الخليفة عن أراض متاخمة للسودان لكن الخليفة أمر لاحقاً بحرق المعاهدة. ورغم علاقة العداء التي كانت بينه وبين الحبشة بعث منليك بمبعوث إلى الخليفة سلمه راية فرنسية لكي يرفعها في حدود ملكه في وادي حلفا حتى يكون تحت حماية فرنسا على غرار حمايتها على تونس والمغرب وبذلك لا تستطيع القوات البريطانية غزو السودان. لكن الخليفة تغاضى عن ذلك 
وقد أدت سياسة الخليفة تجاه الحبشة إلى تغيير موازين الحكم فيها حيث انتقل الحكم من قومية التيجراي بعد مصرع الأمبراطور يوهانس الذي ينتمي إليها إلى قومية الأمهرة يقيادة الإمبراطور منيليك الأول وأستمرت السلالات الأمهرية في حكم أثيوبيا حتى عام 1970 عندما انقلب الجيش عليه بزعامة منغستو هيلا مريام ثم عودة التيجراي إلى سدة الحكم فيها بعد دخول قوات جبهة تحرير شعب التيجراي مع حلفائها إلى العاصمة أديس أبابا بقيادة ملس زيناوي في عام 1991 م.

## مشاكل الحكومة المركزية مع القبائل
بغض النظر عن سياسة التهجير التي تعمدها الخليفة وما نجم عنها من مشاكل فقد لقي الخليفة وهو القادم من أقصى الغرب مدفوعاً بحماس الدعوة للمهدية ونصرتها، متاعب أيضاً من قبائل كردفان ودارفور مثل الكبابيش والرزيقات والفور والمساليت والميدوب والماهرية والزبادية والهبانية وبني هلبة بدرجة أكثر شدة ومرارة مما شهده من متاعب من قبائل تقيم على النيل. فتمردت قبائل النوبة في الجبال وجاهر زعيم الرزيقات مادبو بعصيانه للخليفة حتى قتل واتصل الشيخ صالح بك زعيم قبيلة الكبابيش بالحكومة المصرية طالبا المعونة العسكرية لمحاربة الخليفة وطالب الأمير يوسف في دار فور بعرش أجداده قبل مقتله وفي دار تامة تزعم الفكي أبو جميزة قبائل فرب دارفور ولقب نفسه بالخليفة الرابع للمهدي وخليفة عثمان بن عفان قبل أن يموت بوباء الجدري.

## الخليفةومعركة كرري

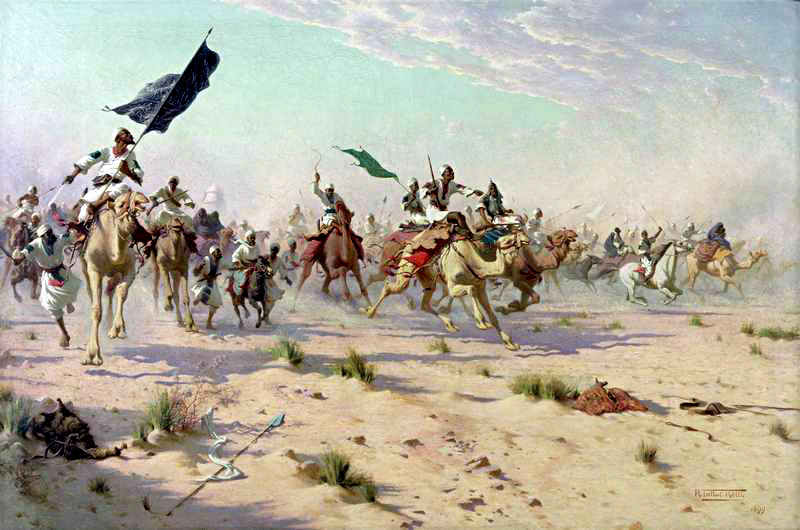
معركة كرري

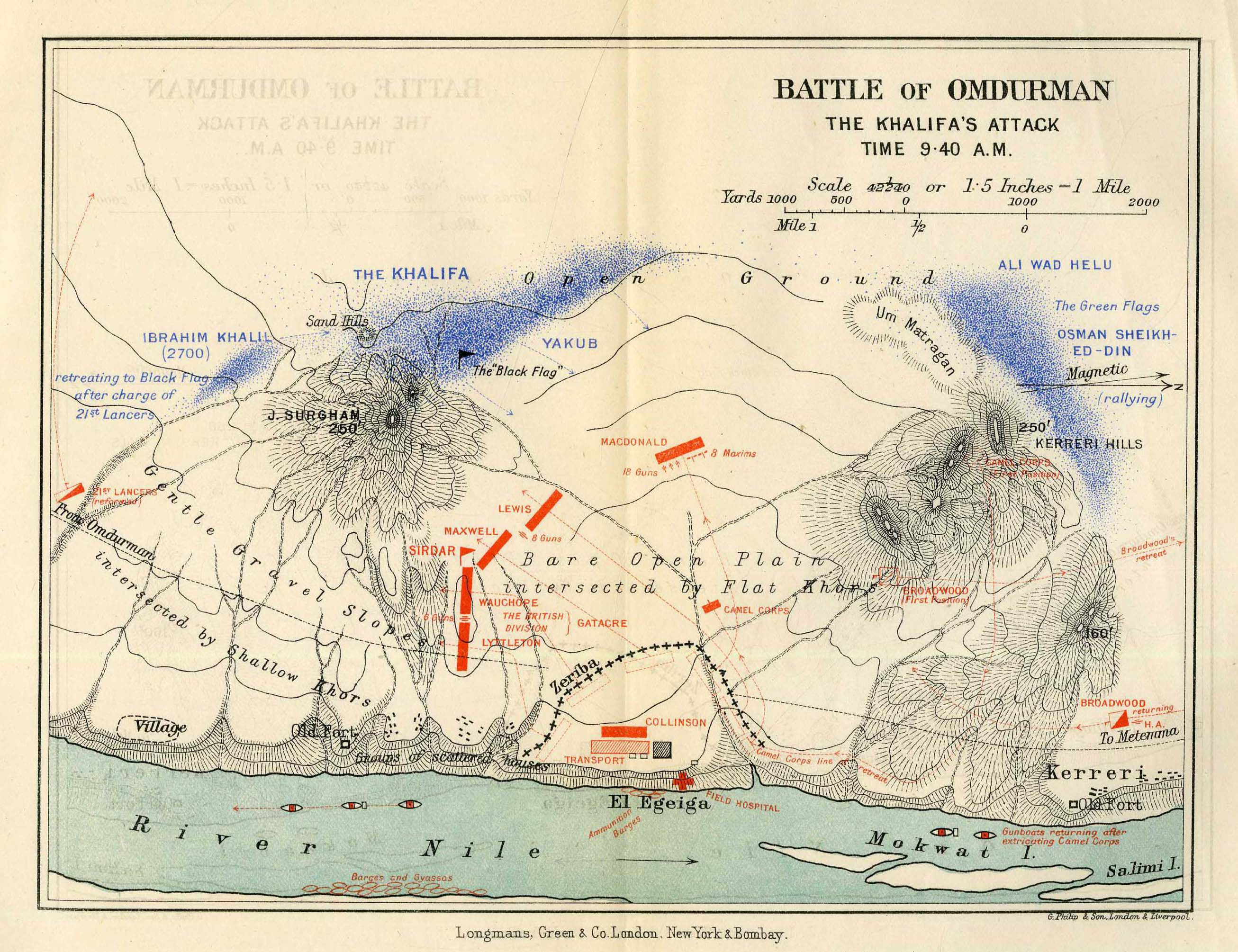
خارطة توضح خطة هجوم الخليفة في معركة كرري

واجه الخليفة جيشاً غازياً بقيادة السردار كيتشنر يتكون من 8,200 جندي بريطاني و 17,600 جندي مصري وسوداني. أي أن قرابة ضعف عدد الجنود الإنجليز جاء من المتعاونين مع جيش الغزو من مصر والسودان. وكانت فرق القوات الصديقة لجيش الغزو تتكون من 2,500 جندي بقيادة الميجور ستيوارت ورشلي تسير موازية لجيش الغزو على الضفة الشرقية من نهر النيل، لتمهد له الطريق ولتتلقى الضربات الأولى. وفي الساعة الحادية عشرة والنصف من صباح يوم الجمعة 2 سبتمبر/ أيلول 1898م التقى الجمعان في منطقة كرري الواقعة على بعد 11 كيلومتر (6,14 ميل) شمال أم درمان وانجلت المعركة بموت 53.610 من الأنصار، بينما أصيب نحو ذلك العدد بجراح، وووقع حوالي 5 ألف في الأسر. تمثل خطأ الخليفة الفادح، كما يجمع كثيرون، في اختياره لمنطقة مواجهة العدو وهي موقع الزريبة عند قرية العجيجة الحالية بين مجرى نهر النيل وسفوح تلال كرري وهي منطقة من ناحية التكتيك العسكري تعتبر هدفاً مكشوفاً. وكان بعض قادة الخليفة وأمراء جيوشه قد أشاروا عليه بأن أنسب موقع لملاقاة الغزاة هو مضيق شلال السبلوقة حيث يتطلب مرور البواخر عبر صخوره جهداً كبيراً يشغلهم كثيراً ويبدد جهودهم ويجعل بواخرهم الحربية تقترب كثيرا من الممر العميق الضيق قرب الشاطئ الغربي الأمر الذي يسهل عملية ضربهم من فوق التلال الصخرية التي تطل على النيل مباشرة ومن ثمّ الانقضاض عليهم مرة واحدة.

## الخليفةومعركة أم دبيكرات
بعد أن أدرك الخليفة هزيمة قواته في كرري قرر الرجوع إلى أم درمان لمنازلة الغزاة مرة أخرى الأمر الذي أزعج قائد الغزو كتشنر كثيراً، الذي أمر بتعقب أثار الخليفة وملاحقته. آثر الخليفة الانسحاب غرباً إلى جبل قدير في جنوب كردفان بصحبة بعض العوائل سيراً على الأقدام. والتف حوله بعض من نجا من المعركة من أمرائه وأنصاره من بينهم الأمير عثمان دقنة وأمراء قبيلة المجاذيب من بينهم محمد الطاهر المجذوب وعبد الرحمن المجذوب وأمراء الجعليين بقيادة الأمير أحمد جمال الدين، والشايقية بقيادة الأمير العطا ود أصول، والبطاحين بقيادة الأمير النائب الفحل وأمراء كنانة وغيرهم من زعماء بعض القبائل بينما انسحبت من أرض المعركة مجموعة أخرى بقيادة الخليفة شريف مع بقية الأسر حتى استقرت في الشكابة قبل تلحق بها قوة مطاردة من جيش الغزو. سار الخليفة ومن معه جنوباً واستطاعوا أن يصدوا محاولات الجيش الغازي لإعاقة مسيرتهم ثلاث مرات، أولاً عند عبورهم خور أبوعنجة في أم درمان وثانياً في منطقة النيل الأبيض عندما لاحقتهم قوة بقيادة عبد العظيم بك، والثالثة محاولة القضاء عليهم بقوة يقودها كتشنر وهي في كردفان فارتدت منسحبة. وقد انضم إلى الخليفة الأمير الختيم موسى من الأبيض، والأمير أحمد فضيل قائد منطقة القضارف في نوفمبر / تشرين الثاني 1898م. بعد ذلك اتجه الخليفة إلى جبال قدير وأقأم هنالك فترة من الزمن قرر بعدها العودة إلى أم درمان لمنازلة الغزاة بمباغتتهم بعد انتضارهم عليه، وأرسل قوة بقيادة أحمد فضيل لتأتي للجيش بالمؤن في رحلته إلى البقعة. وصلت هذه الأخبار إلى كتشنر فأرسل قوة بقيادة ريجنالد ونجت لمواجهة الخليفة وجيشه قبل وصولهم أم درمان فاتجه ونجت غرباً إلى أن وجد جيش الخليفة معسكراً في قرية أم دبيكرات الواقعة جنوب غرب مدينة كوستي. وفي فجر يوم 24 نوفمبر / تشرين الثاني 1899م اشتبك معه.

## معركه النخيلة
في العام 8 أبريل 1899م عندما بدا الاحتلال الإنجليزي المصري في قرية النخيلة بمنطقة ادنى  نهر عطبرة بي الجيش الإنجليزي الغازي بقيادة اللورد كتشنر باشا وجيش المهدية بقيادة الأمير محمود وداحمد حيث عسكر الجيش الإنجليزي في منطقة رأس الهودي وجيش المهدية أو الأنصار في منطقه النخيلة التي دارت فيها معركه حاميه الوطيس قدم فيها أبناء السودان خيره أبناءهم شهداء في سبيل الزود عن حمي ارضهم ودولتهم وانتهت المعركة بانتصار الجيش الإنجليزي وانسحاب جيش المهديه الي منطقه شندي وتم بناء نصب تذكري في هذه المنطقة تكريما لشهداء السودان وتقام الاحتفالات لاحياء ذكري هذة المعركة في منطقه النخيله باستمرار وهي من المناسبات التي يحرص فيها أهل الاتبراوي للتجمع.

## مقتل الخليفة

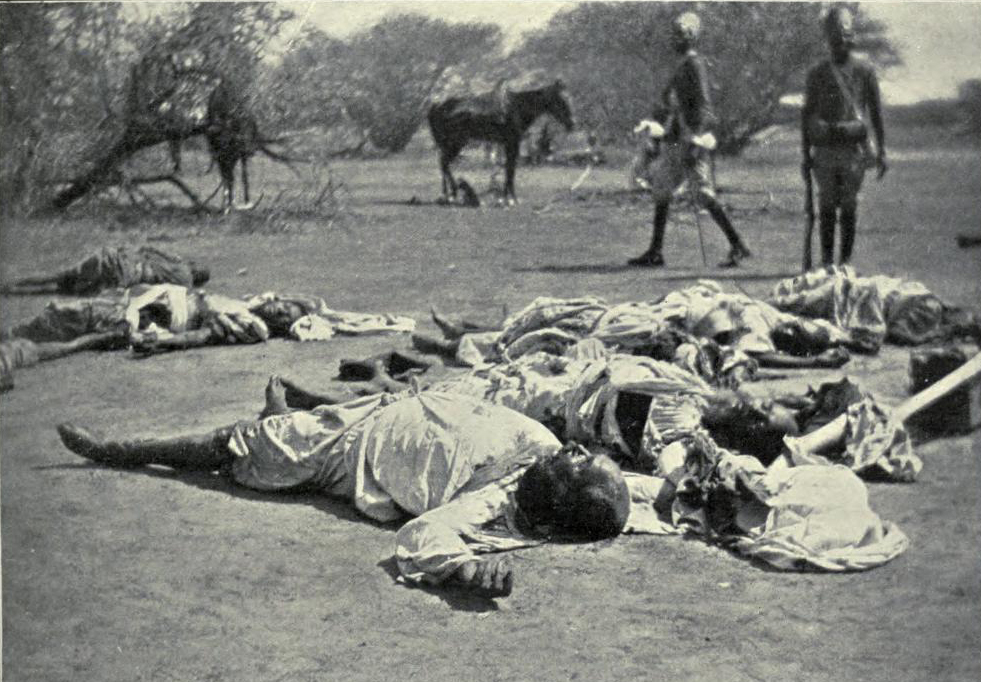
صورة لجثث الخليفة عبدالله و أحمد فضيل وأخرين بعد معركة أم دبيكرات نوفمبر 1899 م

قتل الخليفة محاربا في معركة أم دبيكرات وسقط صريعاً بعد أن أطلق عليه الجنود الإنجليز نيران بنادقهم وقال قائد الغزو، اللورد كتشنر، وهو يقف على جثمان التعايشي، ومؤدياً تحية عسكرية له: «ماهزمناهم ولكنا قتلناهم». كما وصفهم ونستون تشرشل في كتابه حرب النهر «بالشجعان الذين قاتلوا بشرف واستشهدوا بشرف»
ويصور المؤرخ السوداني عصمت زلفو مشاهد اللحظات الأخيرة في حياة الخليفة فيقول: «عسكر الخليفة في أم دبيكرات . وفي أخر خطبة له وهو يدرك دنو لحظات المواجهة الأخيرة مع العدو أشاد بأنصاره الذين وقفوا معه حتى الرمق الأخير واخبرهم بأنه قرر مقابلة العدو والاستشهاد في ذلك المكان وأذن لمن أراد منهم النجاة بنفسه أن ينسحب. وقال لهم..أنا عافي وراضي عن الجمي.. (أي على الذي على جانبي) ثم جلس يتقبل بيعة جديدة من الذين ارادوا البقاء إلى جواره حتى آخر لحظة، على ضربات الطبول والنحاس التي كان دويّها يصل إلى آذان ونجت وهو يتأهب للهجوم من منطقة آبار جديد». وعندما بدأت المعركة وبدأت صفوف الأنصار الأمامية تتساقط بفعل كثافة النيران المعادية، أمر الخليفة امرائه كلهم بالترجل عن جيادهم وافترش هو فروة صلاته وجلس عليها ووجهه متجه نحو القبلة وجلس على يمينه الخليفة علي ود حلووعن يساره الأمير أحمد فضيل وخلفه بقية ممن كانوا قريبين منه في تلك اللحظة. وعندما وجهت نيران المدافع الرشاشة من أعلى التل وقف أب جُلبة أمام الخليفة محاولاً حمايته من طلقات الرصاص المتطايرة فأصيب وسقط أمام الخليفة فأخذ الخليفة رأسه وضمه إلى صدره وحاول أحمد فضيل ابعاد الجثة من الخليفة إلا أنه منعه قائلاً .. شالني تلتعشر (13) سنة ما أشيله اليوم.. ثم أصابت طلقة ذراع الخليفة الأيسر وبدأ جنود الكتيبة الإنجليزية التاسعة في التقدم نحوه. ولم يطق الخليفة علي ود حلو رؤية هذا المشهد فنهض واستل سيفه متأهباً للمواجهة فصاح به الخليفة آمراً إياه بالجلوس. وكانت تلك آخر كلمات نطق بها الخليفة قبل إصابته بثلاث رصاصات في صدره اخترقت احداهن قلبه فسلم الروح. كان ذلك في حوالي الساعة الخامسة من يوم الجمعة 24 نوفمبر / تشرين الثاني 1899.

ومات معه كل من الخليفة علي ود حلو والأمير أحمد فضيل والأمير الصديق بن المهدي وشقيقه الأمير هارون بن السيد محمد، والأمير البشير عجب الضي والأمير أبو جكة والأمير النموري وغيرهم. وذكر المؤرخ الأمريكي ج. أ. روجرز، مراسل صحيفة لو تيم الفرنسية السابق الذي شاهد معركة كرري في كتابه أعظم رجال العالم من ذوي البشرة الملونة، وقال «لقد أبقى الخليفة عبد الله علي جذوة المقاومة مشتعلة الي حين سقوطه في أرض معركة ام دبيكرات .. بينما ظل العنيد عثمان دقنة مقاوماً حتي وقع في الأسر وستظل المهدية أعظم مثال للبطولة والتفاني يمكن أن يوفره لنا التاريخ»
وبعد وفاته أصبح قبره مزارا للناس مما أثار قلق الإنجليز حتى أن مفتش كوستي البريطاني طلب من حاكم محافظة النيل الأبيض إبّان الحكم الثنائي ھدم قبر الخليفة. وحتى اليوم لا يزال قبر الخليفة في أم دبيكرات مزارا لأنصار المهدية وغيرهم رغم قيام الإنجليز بعد استشهاد الخليفة وزوال الدولة المهدية على أعمال انتقامية كالتمثيل بالجثث، وتعقب أبناء المهدي وخليفته وكبار قادة الأنصار وقتلهم، وتهجير قبيلة التعايشة والإشراف من آل المهدي من أم درمان إلى النيل الأزرق وسنار وود مدني، وحتى نبش قبر المهدي. وذكرت بعض المصادر كيتشنر أمر بإعدام 20 ألف جريح مما عرضه لانتقادات جارفة في مجلس اللوردات البريطاني في حملة تزعمها اللورد ريتشارد ريدموند والذي لقب كتشنر بسفاح أم درمان. وقد لقي كتشنر حتفه بعد 17 عاماً من معركة كرري بصورة مأساوية في عام 1916 حينما غرقت الباخرة التي كانت تقله قبالة شواطئ روسيا الشمالية.

وفي عام 2013 دشّن كل من والي ولاية النيل الأبيض وحفيد التعايشي، عضو مجلس السيادة السابق محمد داؤود الخليفة ضريحاً أقيم في أم دبيكرات ويضم رفات الخليفة والذين سقطوا معه في المعركة.

## نجاحات وإخفاقات
رغم التحديات الخارجية التي تزامنت مع فترة حكم الخليفة عبد الله تورشين كالمطامع من جانب إنجلترا ومصر وفرنسا والحبشة، إلا أنه نجح في إدارة دولته والحفاظ على حدودها في كافة الجبهات وأثر في تشكيل خارطة الأنظمة في الإقليم. ففي إثيوبيا مثلا استطاع الخليفة تغيير نظام الحكم بقتل الأمبراطور يوهانس الرابع وإنهاء حكم مجموعة التقراي الإثنية في شمال الحبشة وبإتاحة الفرصة للأمهرا لتنصيب كبيرهم منليك ملكاً على ملوك الحبشة. وعلى صعيد تأمين الدولة، أُكمل الخليفة عملية الاستيلاء على سنار لضمان ولاء المناطق الجنوبية حتى منابع فرع النيل الأزرق كما عزز تأمين الحدود الشمالية بدعم الموقف في دنقلا، تحسباً لهجمات الحكومة المصرية. أما في الشرق، ثارت قوات الخليفة بقيادة الأمير عثمان دقنة ضد الحاميات التركية هناك فحررت كسلا وأغارت على سواكن وواصلت نشاطها حتى تمكنت من احتلال طوكر سنة 1889م.
أما الإخفاقات فتتمثل في الطموح غير المحدود في تصدير الثورة المهدية والذي كان في بعض الأحيان هو السمة الأبرز للدولة المهدية وقادتها، على سبيل المثال:
- حاول المهدي أسر غوردون، لإجبار الإنجليز على إطلاق سراح أحمد عرابي، ولم يتحقق ذلك.
- حاول الخليفة عبد الله غزو مصر دون الإعداد لذلك جيداً.
- دعى الخليفة الملكة فكتوريا للإسلام دون جدوى. وعرض عليها الزواج من أحد أمراء دولته.
- أقدم الخليفة على غزو الحبشة، وهدم مملكتهم وأسر الملك دون أن يحقق هدفاً معيناُ باستثناء القضاء على معارضيه الذين لجأوا إلى الأراضي الحبشية.

## تضارب الأراء حول شخصية الخليفة وسياساته
ما زال الاختلاف سائدا حول الخليفة ودوره في الحركة المهدية وسقوط السودان في يد الاستعمار. حيث تتعدد المراجع التاريخية التي تصفه بالظلم ووجهت انتقادات شديدة اللهجة إلى شخصية الخليفة وسياساته وإدارته للبلاد وذلك في حملات دعائية اثناء حياته وبعد مماته واستندت تلك الانتقادات إلى عدة جهات ومصادر أهمها:
- الإدارة البريطانية والحكومة الخديوية في مصر الذين عملوا على تحويل وطنية الثورة المهدية إلى حركة عنصرية وجهوية وشعوبية وقدموها بطريقة تثير الرأي العام في بريطانيا حتى يجعله يتقبل فكرة إعادة استعمار السودان مرة أخرى تحت ذريعة الثأر لمقتل الجنرال تشارلز غوردون، وتحرير هذا الجزء من العالم من وحشية الخليفة عبد الله وطغيانه ونشر المدنية الحديثة فيه.
- أسرى الخليفة الذين تمكنوا من الهروب من سجون الخليفة من بينهم سلاطين باشا صاحب كتاب «السيف والنار» وهو نمساوي قدم السودان خلال حكم غوردون باشا، وشارلس نيوفيلد، الذي ألف كتاباً بعنوان «في سجن الخليفة، اثنتي عشر عاما من الأسر في أم درمان».
- ما تبقى من موظفي الإدارة التركية السابقة، ومن بينهم إبراهيم فوزي مؤلف كتاب «السودان بين يدي غردون وكتشنر».
- القساوسة والرهبان، ومن بينهم الأب جوزيف أورفالدر، مؤلف كتاب «عشر سنوات من الأسر في معسكر المهدي».
- الزعماء والقبائل والجماعات السودانية الذين دخلوا في صراع مع الخليفة حول السلطة أو الذين تمردوا على السلطة المركزية أو الذين تعاونوا مع العدو وتعرضوا لحملات انتقام أو تأديب من جانبه وصوره هؤلاء بأنه كان حاكماً متسلطاُ متعطشاً للدماء، ظالما، شهوانيا، ومحب للسلطة، كثير الشك على من حوله متوجساً وخائفاً على حكمه.

## الأصوات المناوئة للخليفة والمدافعة عنه

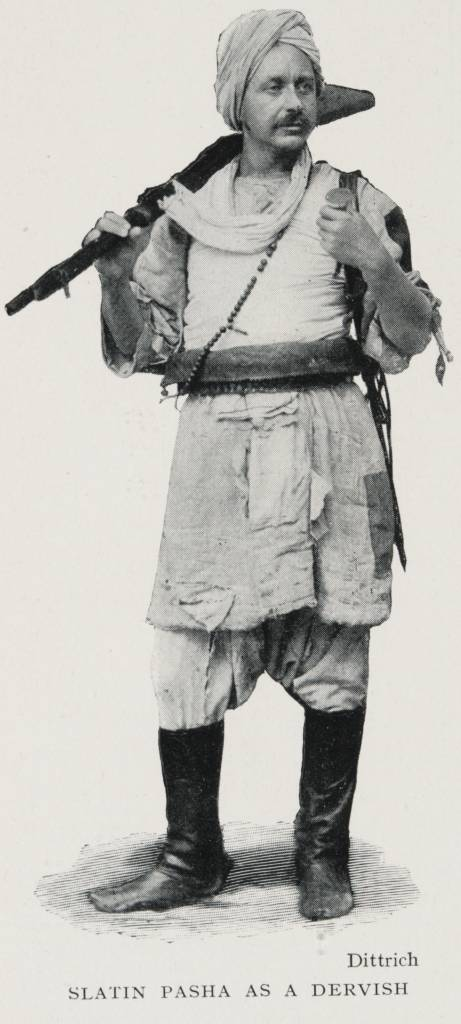
سلاطين باشا النمساوي مؤلف كتاب السيف والنار في السودان والذي أُطلِق عليه اسم سلاطين عبد القادر في زي الدروايش

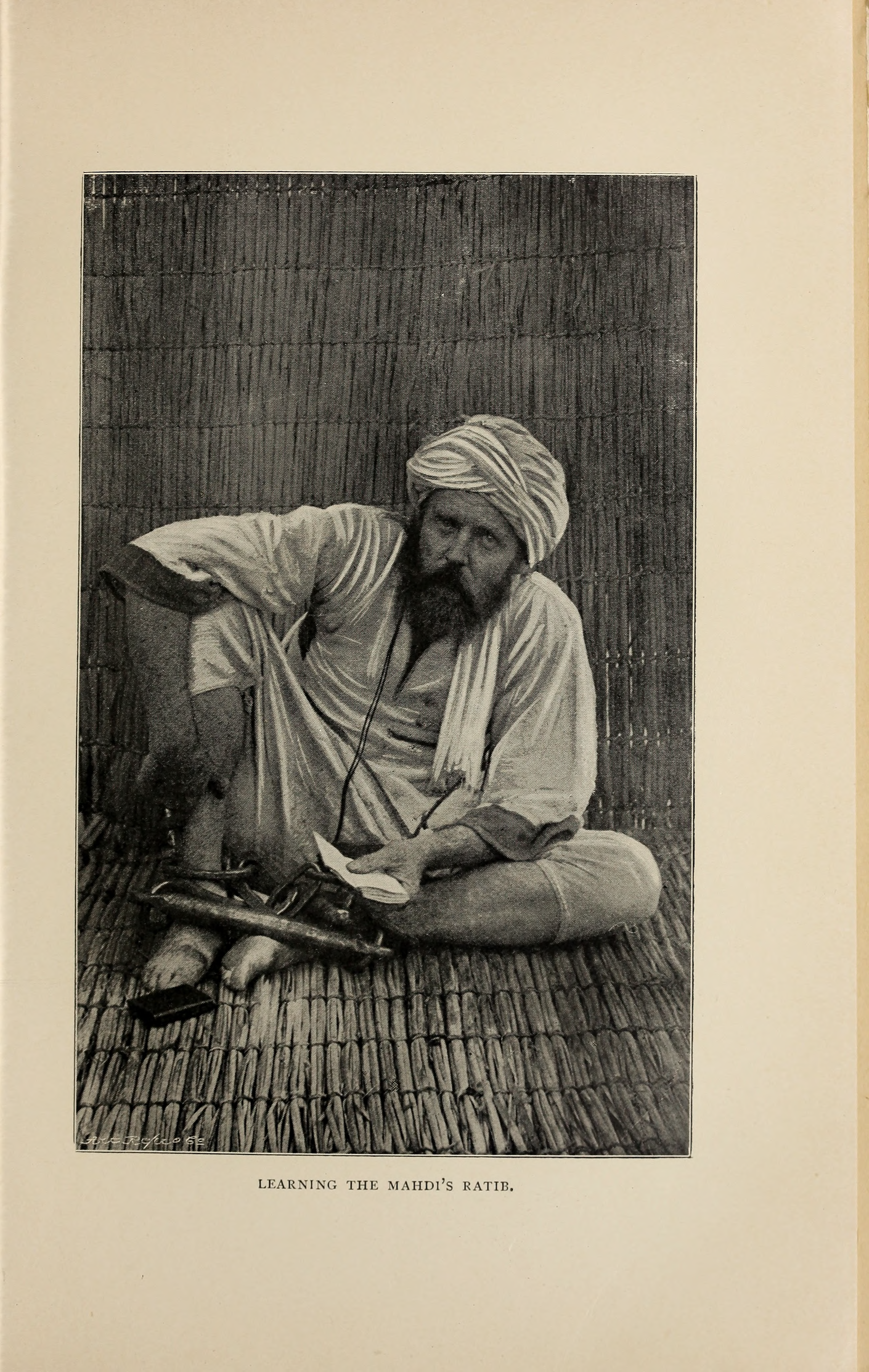
نيوفيلد في جبة الدراويش مكبلاً بالحديد في سجن الخليفة، وهو أحد الذين كتبوا سلبياً عن الخليفة فيما بعد

يعترف المدافعون عنه بأنه كان قاسياا بلا رحمة ولكن إزاء معارضيه. وهو مقارنة بالطغاة أو زعماء الدول الآخرين في عصره لم يكن أكثرھم قسوة. والقبائل التي حاربها الخليفة كانت قد ارتكبت أفعالاً تشكل جرائم في أي نظام وتقول الكاتبة الفرنسية فيفان «يجب ألا يُلام على قسوته تجاه قبيلة سودانية كان قد أُدين أفرادها وزعمائها بجريمتين كبيرتين بمقتضى القانونين العسكري والمدني. الفرار من الجيش في وقت الحرب كالذين فروا من جيش الأمير عبد الرحمن النجومي، فأصبحوا بذلك مدانين بتهمة الفرار أمام العدو وكذلك الفرار من الجهاد. ولدى عودتهم إلى ديارھم، استأنفوا أعمال السلب والنهب واستحقوا لذلك عقوبتي الإعدام والقطع من خلاف. فعقابهم لم يكن رغبة في الانتقام وإنما كان الخليفة يطبق القانون. وهناك أيضاً من تخابر مع العدو وتعاون معه في إعادة استرداد السودان، أو رفض الوقوف معه ضد العدو. فالأمير عبد الله ود سعد، رفض الإذعان إلى أوامر الخليفة بإجلاء مدينة المتمة وأعلن تمرده عليه جهرة وتعاون مع الجيش الغازي. وهو ما أكده إبراهيم فوزي والأب أورفالدر بالنسبة للبطاحين عندما أشارا إلى أن رفض البطاحين دفع ضريبة العشور وقاوموا رسل الخليفة وأجبروهم على الفرار وقتلوا بعض رجالهم ، مما أدى إلى غضب الخليفة وقراره بأن يتعامل معهم بأقسى اسلوب ، فأرسل إليهم قوة كبيرة بقيادة الأمير عبد الباقي الذي قبض على زعمائهم واقتاد 69 منهم إلى أم درمان حيث تم اعدامهم بالشنق وبقطع الرؤوس. وبابكر بدري الذي ألقى اللائمة على رجال المتمة الذين ارتكبوا الكثير من الحماقات كما ذكر حيث قاموا برمي النساء في النهر حتى لا يتعرضوا للاغتصاب.
ووصف أعداء الخليفة ومنتقدوه نظامه بالظلم وحب الاستيلاء على ممتلكات الغير، إلا أن أنصاره يفندون ذلك بسرد قصة حادثتان لتأكيد حرصه على العدل ونفي ما يتهم به من ظلم، الأولى هي قصة زعيم العبدلاب، ناصر ود جمعة، وسيفه الشهير بصرامته وحدته. وتقول القصة بأن الخليفة سمع بالسيف وأثار بعض الحساد حفيظته على ناصر. فاستدعاه وطلب منه سيفه. وقال الخليفة عندما رأى السيف هذا سيف يبدو مثل أي سيف آخر فاخبره ناصر بأنه ورث السيف من أبيه وقتل به أكثر من أربعين شخصاً في حرب أبو روف، وهو سيف حاد يقطع من شدة حدته البندقية وحاملها إلى نصفين. أعاد الخليفة السيف إلى صاحبه وقال له: «خذ سيفك يا ناصر لأنك رجل أمين ومستقيم». فلو كان الخليفة ظالماَ لما تجرأ رجل من رعاياه على تقديم شكوى ضده ولا انبرى قاضي بإصدار حكم ضده يدينه ويأمره بإعادة الحق لأصحابه.
والقصة الأخرى هي قصة موت الأمير الزاكي طمل، الذي كان الخليفة قد وضعه رهن الاعتقال ريثما يدرس الاتهامات الموجهة ضده. غير أن أوامره تم تجاوزها. وعندما علم الخليفة بموت الزاكي، أمر في الحال أن يزج بقاضي الإسلام، أحمد علي، الذي كان سبباً في ذلك في السجن ويعامل بالطريقة نفسها التي عامل بها الزاكي طمل حتى يموت.

ويرجع التنافس والغيرة بين أحمد ود علي والزاكي إلى اختيار الخليفة للزاكي في تولي إمارة القلابات بدلاً عن القاضي أحمد الذي كان يتطلع لذلك المنصب لأن الخليفة رأى في الزاكي قائدا أنسب للقيام بالمهام هناك. كذلك زاد من حنق القاضي أحمد على الزاكي هو ما نقل عن الزاكي والمشهور بقوة الحجة وذرابة اللسان قوله «بأن القاضي لا ينبغي له أن يملك خيلاً، بل له فقط أن يركب حمارا» وذلك عندما شاهد مجموعة من الجياد في العاصمة أم درمان، سأل عنها وقيل له بأن صاحبها هو القاضي أحمد. وكان أحمد ود علي قد أوعز إلى الخليفة بأن الزاكي أخذ يطغى ويجاهر بأنه هو صانع انتصارات الخليفة وأنه اتى إلى الخليفة بمغانم كثيرة من الحبشة من بينها تاج الأمبراطور وبغاله، وأنه قام ببناء قصر من طابقين جمع من الأهالي البيض لأستخدام صفار البيض في زخرفة جدران قصره في وقت نهى فيه الخليفة أمراءه عن البذخ في الحياة. وعندما أمر الخليفة الزاكي بهدم البيت إفإن أن الزاكي لم يهدم إلا الجزء العلوي منه، وأبقى على الجزء الأسفل.
أما عن اتهام الخليفة بتقريب أهله فهذا أمر طبيعي كما يراه المدافعون عنه باعتبار أنهم أكثر من يثق بهم في بلد يتربص به أعداؤه من كل جانب، خاصة بعد أن تآمر عليه الأشراف أقارب المهدي منذ أول يوم تلقى فيه البيعة بل أنهم كانوا يريدون الخلافة لنفسهم، رغم أنهم أيضا كانوا يحتكرون جميع الوظائف الهامة ومعهم زعماء قبائل الشمال والجزيرة الأخرين قبل وفاة المهدي، ولا يستثنى من ذلك سوى الخليفة عبد الله الذي أصبح، بعد وفاة شقيق المهدي، القائد العام لجميع جيوش المهدي، وأخيه الأمير يعقوب محمد جراب الرأي والأمير حمدان أبو عنجة والأمير عثمان دقنة. كذلك يري المدافعون عنه بأنه كان كثيرا ما يستشير أهل الرأي والمستشارين في الأمور الكبيرة بما فيهم من تبقى من مسؤولي الإدارةالتركية السابقة وكثيرا ما كان يعمل برأي الأغلبية منهم .
ويرفض الكتاب والمؤرخون المدافعين عن الخليفة القول بأن الصراع بين أبناء غرب السودان وسكان المناطق النيلية هو الذي أدى في النهاية إلى سقوط الدولة المهدية لأن الصراعات التي شهدها عهد الخليفة لم تكن صراعات إثنية بقدر ما كانت صراعات سياسية حول النفوذ والسلطة بين ساسة المهدية وأمرائها وتنافس وطموح شخصي لاحتكار القيادة مثلما حدث في بداية حملة مصر بين الأمير عبد الرحمن النجومي ومحمد الخير عامل بربر ودنقلا عبد الله خوجلي وكلاهما ينتميان لقبيلة واحدة وينضويات تحت راية واحدة هي راية الخليفة شريف فاضطر الخليفة عبد الله للتدخل لفض الخلاف بينهما ففصل العمالتين وجعل على بربر محمد الخير وعلى دنقلا ود النجومي. وهو ما حدث أيضاً بين الأمير يونس الدكيم وأحمد علي من جانب، ومساعد قيدوم من جانب آخر وثلاثتهم ينضوون تحت الراية الزرقاء وثلاثتهم من قبائل الغرب فتدخل الخليفة وفصل أماكنهم. كما كان الخليفة يضطر في أحيان كثيرة لفض الاشتباك باستدعاء أمير إلى العاصمة أم درمان حتى يتمكن الآخر من أداء المهمة الموكلة إليه كما حدث مع الأميرين يونس الدكيم ومحمد عثمان أبو قرجة حيث استدعى الأول لتمكين الأمير حمدان أبو عنجة من الإعداد لحملة الحبشة واستدعى الثاني حتى يستطيع الأمير عثمان دقنة من شن هجوم على القوات الإنجليزية المصرية في سواكن.
ومن التهم التي وجهت للخليفة من قبل معارضيه هو حبه لرغد العيش والرفاهية والملذات وهي التهمة التي وجهت إليه بسبب تعدد زوجاته ولم يكن الخليفة فريد في ذلك، بل أن معظم الزعماء في العالم الإسلامي يسعون إلى كسب ولاء القبائل المحيطة بهم وضمان مكانتهم وسط تلك القبائل بمصاهرة زعمائهم. أما مسكن الخليفة فلم يكن قصراً ملكياً مشيداً بالرخام، بل كان منزلاً عادياً مبنيّاً بمواد محلية وهو أبسط من سكن تجار السودان حتى أن أحد الكتاب الإنجليز وصفه بأنه أشبه بمنازل الفلاحين في صعيد مصر، وهو أمر لا يحتاج إلى دليل لكل من زار بيت الخليفة الذي تحول إلى متحف. ويُتَهم عبد الله التعايشي بالجهل والأمية رغم أنه جاء من بيت علم وكان أسلافه لعدة أجيال شيوخاً معروفين بعلمهم وورعهم. وأسس جده ووالده مدارس لتعليم القرآن ومساجد. وكان من الطبيعي أن يملي رسائله على كتبته.